# Bad Hamm

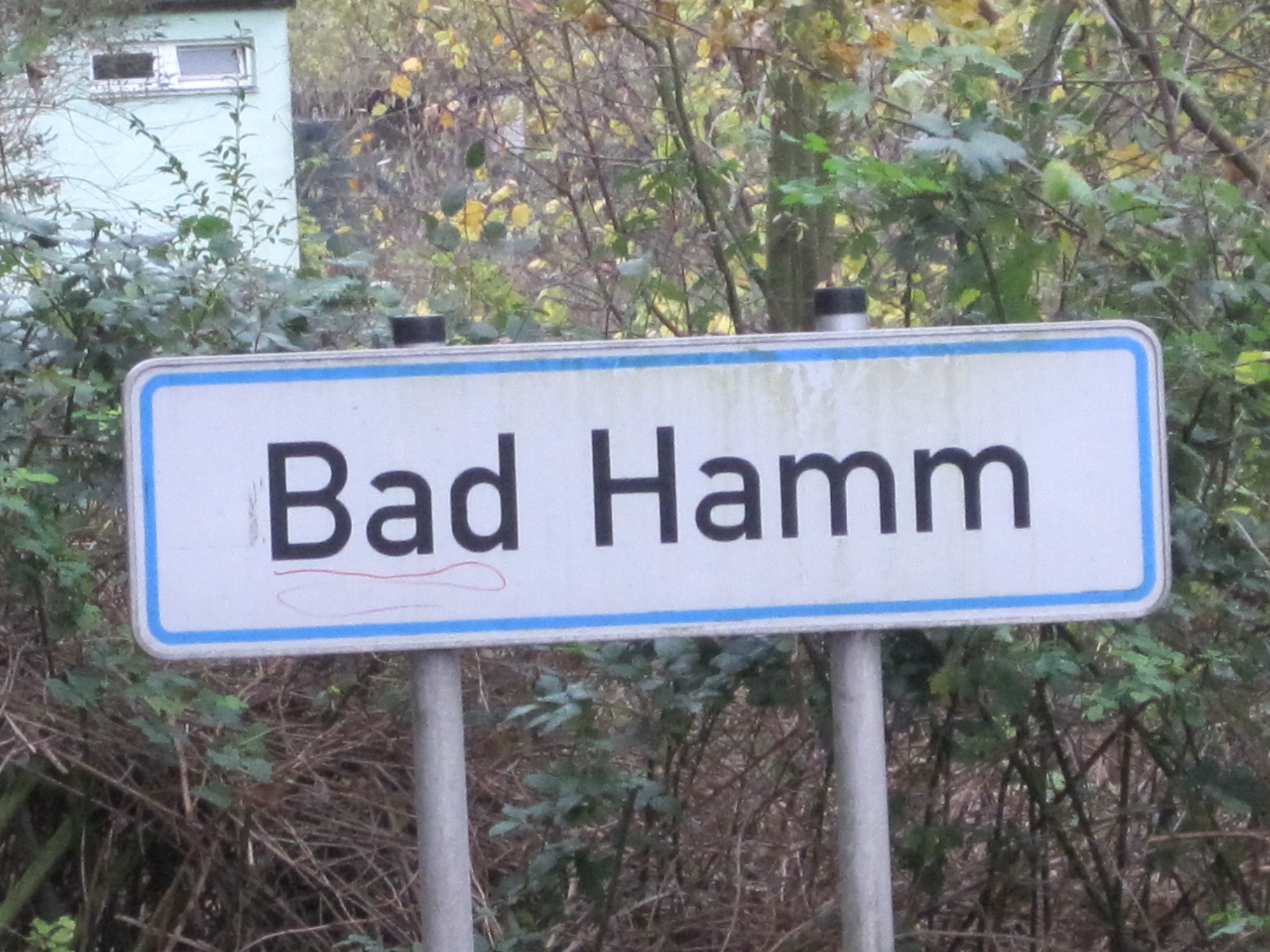
Stadtteilschild. Diese Schilder stellte die Stadt Hamm an den Hauptzufahrtsstraßen zum Kurbereich auf. Sie markieren die Grenzen des Stadtteils, der heute überwiegend Teil des Stadtbezirks Hamm-Uentrop ist, nur die westlich der Achse liegenden Teile, wie das Maximare, liegen auf dem Gebiet des Stadtbezirks Hamm-Mitte

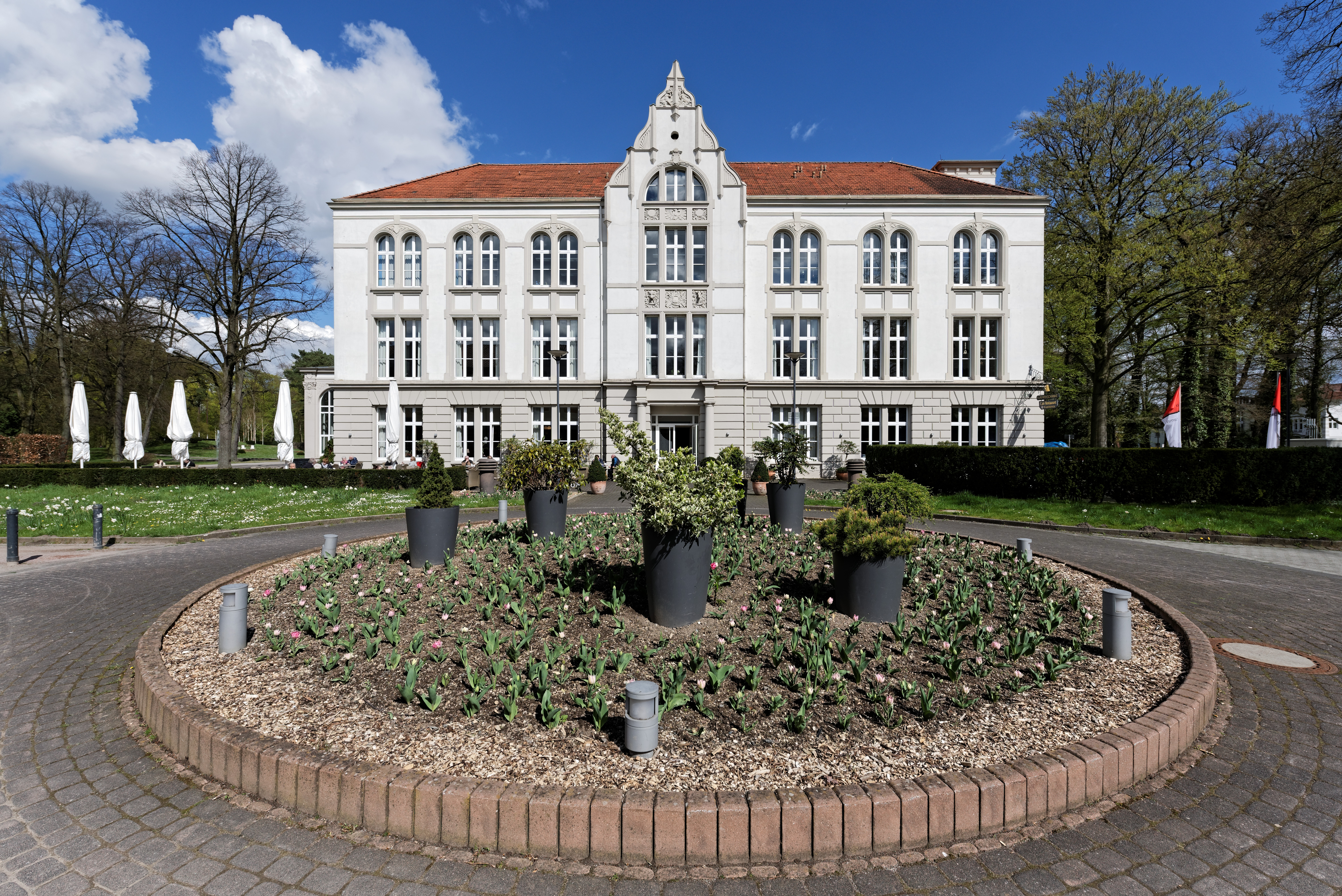
Frontansicht des Kurhauses Bad Hamm. Die Schmuckelemente der Fassade verweisen noch auf seinen ursprünglichen Zweck, als Ostenschützenhof und Ausflugslokal der Stadt Hamm.

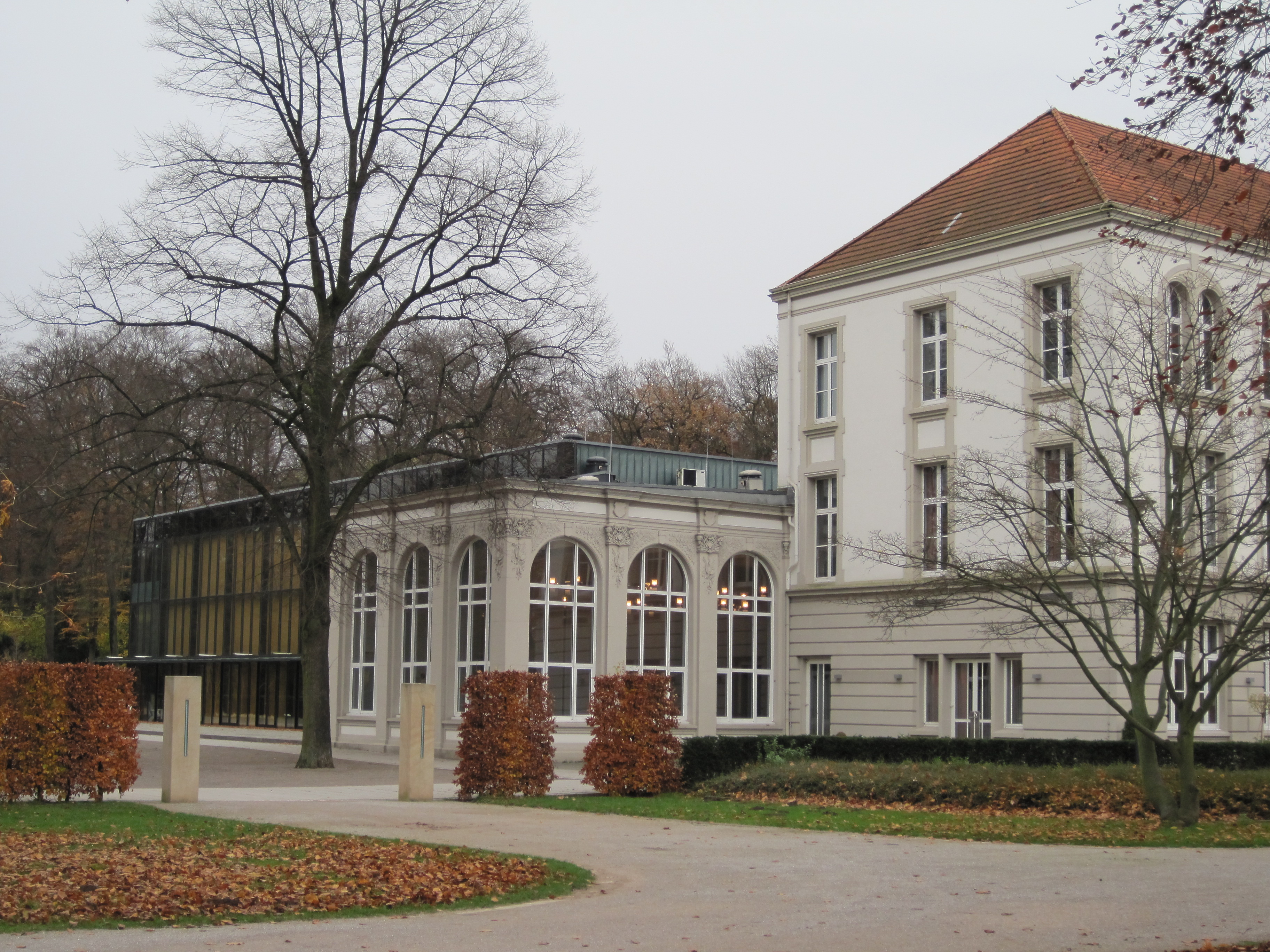
Ansicht des Kurhauskomplexes von der Parkseite, im Hintergrund der moderne Neubau des Kurhaussaals, auch Theatersaal genannt. Er dient als Tagungsort und Sitzungsraum für den Stadtrat der Großstadt Hamm.

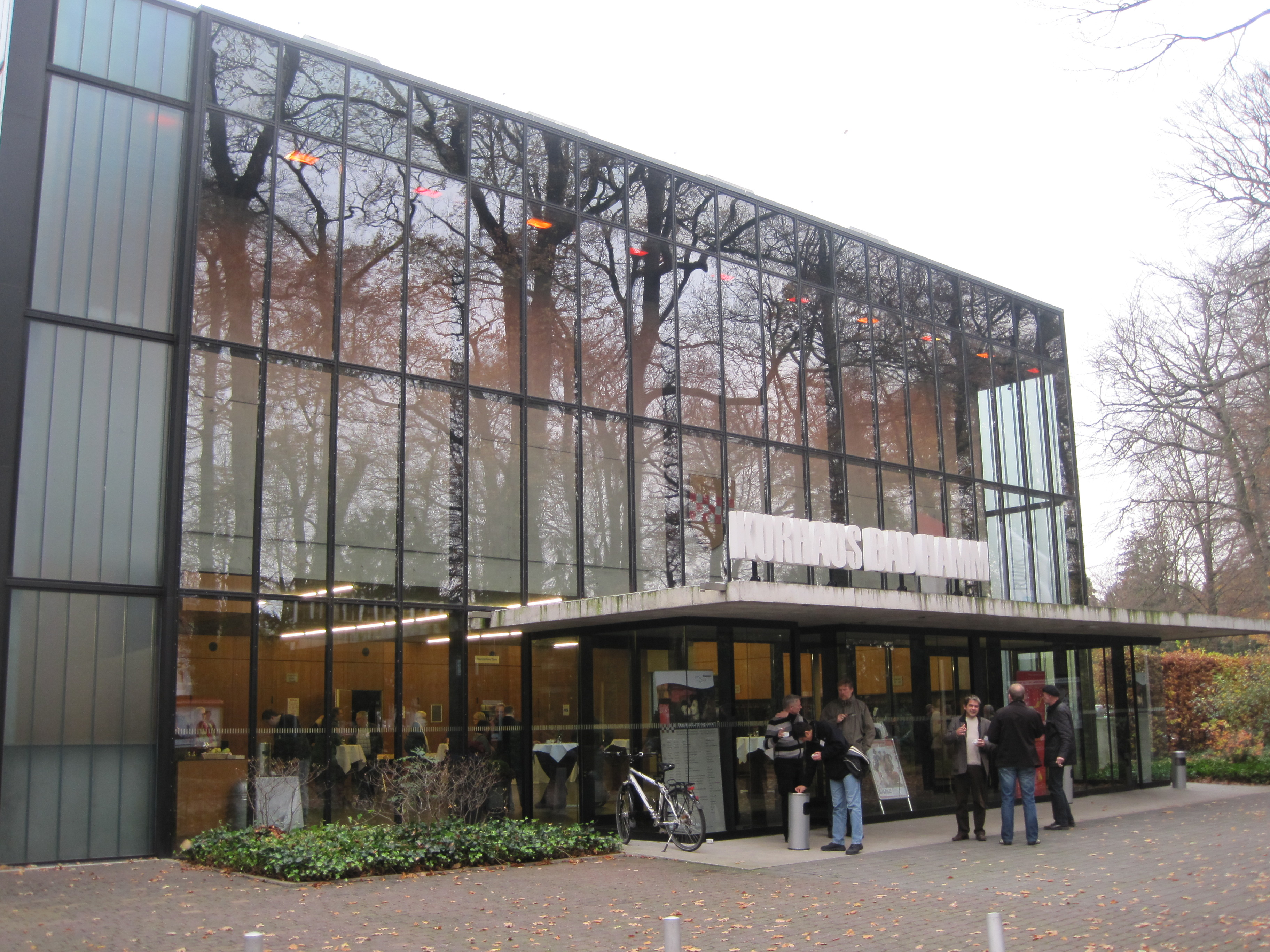
Haupteingang des großen Kurhaus- bzw. Theatersaals

Bad Hamm war die Bezeichnung der Stadt Hamm in Westfalen, die von 1882 bis 1955 Badekurort war. Ermöglicht wurde der Betrieb des Heilbades durch artesisch ausfließende Sole im Hammer Stadtgebiet. Der Kurpark und das heute denkmalgeschützte Kurhaus ergänzten die Erholungsmöglichkeiten und knüpfen seit dem Versiegen der Solequelle zusammen mit der Klinik für manuelle Therapie und der Erlebnistherme Maximare, dem Nachfolgebau des ehemaligen Jahnbades, an die traditionsreiche Hammer Kur- und Badekultur an. Der Kurpark und anliegende Wohn- und Heil- und Sportbetriebsflächen bilden heute den Hammer Ortsteil Bad Hamm, Teil des Stadtbezirks Hamm-Uentrop.

## Geschichte des Badebetriebs in Hamm
Wenn wir die Namen der westfälischen Bäder aufzählen und vergessen, Bad Hamm zu nennen, so wäre das eine gröbliche Unterlassung, und wenn sie aus Unkenntnis geschieht – ein Besuch wird jeden Urteilsfähigen überzeugen schwärmte der Westfälische Kurier am 9. Juni 1938. Inzwischen ist das Kurbad in Hamm Geschichte. Auch wenn es nur noch wenige Zeitzeugen gibt, die sich an den Kurbetrieb in Hamm erinnern können, wird von Seiten der Stadt immer wieder der Versuch unternommen, den alten Status zurückzuerhalten. Die Sanierung und Erweiterung des Kurhauses, der Bau des Maximare und die Errichtung eines Gradierwerks im Bereich des Kurparks finden ihren Ursprung in diesem Bestreben, das sich in der Namensgebung der Gebäude in der Nähe des früheren Standortes des Kurbades niederschlägt. So lautet die offizielle Bezeichnung für das Kurhaus Kurhaus Bad Hamm. Das Areal an der Ostenallee ist auf den Zufahrtswegen entsprechend ausgeschildert. Vom 8. Juli bis zum 23. September 2007 fand im Städtischen Gustav-Lübcke-Museum Hamm eine Ausstellung statt, die mit 125 Jahre Bad Hamm überschrieben war. Ob es der heutigen Großstadt Hamm jemals gelingen wird, wieder in die Liste der Kurbäder aufgenommen zu werden, ist angesichts der Veränderungen seit der Zeit des ursprünglichen Solebades eher fraglich.

### Der Hammer Brunnen in Werries
Aus einer Stiftungsurkunde des Herzogs Johann von Kleve aus dem Jahre 1517 geht hervor, dass zu dieser Zeit in Braam-Ostwennemar ein sogenannter Gesundbrunnen existierte. Möglicherweise wurde bereits damals eine Solequelle entdeckt, die später wieder in Vergessenheit geriet. Die heilende Wirkung des salzhaltigen Wassers verhalf dem Brunnen zu einem gewissen Ruf. Die Menschen hinterließen hier Spenden an Flachs, Wachs und Geld. Die Spenden wurden zum Bau einer Kapelle und eines Altars auf dem Sandbrink genutzt. In der Folge wurde an diesem Standort ein zur damaligen Zeit bekanntes Marienbild aufgestellt.
In den 1870er Jahren entwickelte sich der Bergbau im östlichen Ruhrgebiet. In der Umgebung der Stadt Hamm wurden zahlreiche Probebohrungen durchgeführt, die dazu dienten, Steinkohle aufzufinden. Eine Anzahl deutscher, belgischer und englischer Gesellschaften beteiligten sich an der Suche nach den Kohlevorkommen.
Kohle wurde zunächst nicht gefunden. Dafür stieß Grubendirektor Gustav Engelhardt aus Bochum von der Gewerkschaft Schlägel & Eisen auf eine sprudelnde Quelle, der in einer Fontäne zehn Meter hoch emporschoss. Die Funde befanden sich wenige Meter von der Lippe entfernt; heute befindet sich dort ein toter Lippearm an der Lippestraße in der Nähe der Gaststätte Wiemer. Am 4. Mai 1875 drang eine Bohrung 1.940 Fuß (1 Fuß = 0,314 Meter; 1.940 Fuß = 720 m) tief ins Erdreich und förderte aus einer Mergelschicht warmes, salzhaltiges Wasser zutage. Die Quelle wurde von nun an Hammer Brunnen genannt. Stadthistoriker Eduard Raabe erklärte in seinem plattdeutschen Buch Geschichte van diär Stadt Hamm: Saogenannte Mirakel gescheihet dör düt heilkräftige Water, dör düsen niggen Gesundbrunnen, auk noch alle Jahr, und stellte eine Verbindung zwischen dem für das 16. Jahrhundert bezeugten Gesundbrunnen und dem neuen Hammer Brunnen her.
Engelhardt verpachtete den Hammer Brunnen an den Techniker Carl Rüth aus Hamm, der dort bald die ersten Badehütten errichtete. Den Anfang von Bad Hamm bildeten zwei Wannen aus Eichenholz, die mit Sole befüllt wurden. Der Überschuss wurde in die Lippe abgeleitet. Wegen ökologischer Bedenken wurde die Quelle auf polizeiliche Anordnung wieder verstopft. Bei einem Ortstermin, an dem Landrat von Bodelschwingh, Bürgermeister Staude, Kreisphysikus Jehn, Wasserbaumeister Quantz und Wilhelm von der Marck teilnahmen, stellten die Beteiligten fest, dass keine Verunreinigungen des Wassers erkennbar waren und die Vegetation keine Schäden aufwiesen. Daraufhin hob die Bezirksregierung in Arnsberg die polizeiliche Anordnung zur Schließung der Quelle am 8. Juli 1877 wieder auf.
Die Sole in Werries hatte einen Salzgehalt von etwa 8 %, war kohlensäurehaltig und etwa 33 °C warm. Die chemische Zusammensetzung und die medizinische Wirksamkeit wurden zunächst vom Apotheker Wilhelm von der Marck (1815–1900) aus Hamm ermittelt und später von Carl Remigius Fresenius in Wiesbaden bestätigt, der als Experte für die Chemie von Mineralwässern galt. Die Qualität der Sole sei hochwertig und brauche den Vergleich mit der in anderen etablierten Bädern nicht zu scheuen. Der Salzgehalt der Sole übertraf bei weitem den der damals schon bekannten Oeynhauser, Nauheimer oder Kreuznacher Solen. Tausend Gramm des Hammer Brunnens enthielten 75 Gramm Natriumchlorid.
Die Sole wurde in einem schlichten Badeetablissement in hölzerne Wannen geleitet und allgemein zugänglich gemacht. In den Sommermonaten des Jahres 1877 konnte Rüth bereits 4.570 Bäder verabreichen. Die Kundschaft reiste zunächst aus Hamm und aus der näheren Umgebung an. Einige wenige kamen aus Münster. 1878 konnte Rüth mit Unterstützung des Badearztes Kreisphysikus Jehn die Badesaison schon am 15. Mai eröffnen. Er warb entsprechend in der Lokalpresse. Die Kurgäste suchten Hilfe gegen unterschiedliche Krankheiten. Rüth versprach, die Heilkraft der Quelle könne bei Skropheln, Knochenleiden, Gelenkleiden, apoplektischen Lähmungen, chronischen Hautkrankheiten und Rheumatismus von Nutzen sein. Die Sole sollte bei Herz-Kreislauf-Erkrankungen, Frauenleiden, Erkrankungen der Atemwege und Nervenleiden helfen.
Die neue Einrichtung in Werries entpuppte sich als Publikumsmagnet und der örtliche Handel, Handwerk und Fuhrunternehmen profitierten. Die Stadtväter von Hamm dachten daran, die Nutzung der Sole auf ein breiteres Fundament zu stellen. Am 3. Juli 1877 hieß es im Westfälischen Anzeiger: „In unserer Nähe entsprudelt der Mutter Erde eine Sole, die vermöge ihres hohen Salz- und Kohlensäuregehaltes über die von Königsborn und Oeynhausen zu stellen ist, und deren Wärmegrad derart hoch ist, dass sie bei guter Fassung und geführt durch einen geringen Wärmeleiter (Holz- oder Tonröhren) unter geringem Wärmeverlust bis zur Eremitage zu führen wäre. Die Kosten der Leitung sowie die Anlage eines einfach Badehauses können nicht so groß sein, dass die Stadt nicht im Interesse so vieler, die im Lauf edes Jahres dort Heilung von ihrem Leiden suchen würden, darauf eingehen könnte. Bekanntlich sind die Besitzer eines Bohrlochs angewiesen, dasselbe zu verstopfen. Da diese Operation eine sehr schwierige und kostspielige ist, so ist wohl anzunehmen, dass die Eigentümer wohl der Stadt die Nutzung des Wassers unter der Bedingung überlassen würden, dass sie von jeder Verpflichtung entbunden werden. Die stete Benutzung der zwei primitiven am Bohrloch in einem Dielenhaus aufgestellten Wannen beweist zur Genüge, welch große Frequenz ein näheres, in der Eremitage eingerichtetes Badehaus finden würde.“
Die Bohrgesellschaft weigerte sich jedoch, auf den Vorschlag einzugehen, selbst als die Stadt 20.000 Mark in bar bot und später auf 10.000 Mark in bar und 15.000 Mark in Aktien einer zu gründenden Badegesellschaft erhöhte. Die Gesellschaft Schlägel & Eisen, Fortsetzung verlangte stattdessen die Gründung einer Gesellschaft mit einem Kapitel von 150.000 Mark. Davon sollten 30.000 Mark für den Ankauf der Quelle und 12.000 Mark für die Errichtung von Badeanlagen verwendet werden. Dies wieder erschien der Stadt inakzeptabel.
Nach dem erfolgreichen Auftakt sprach sich Quellenbesitzer Gustav Engelhardt für eine größere und professionelle Nutzung des Badebetriebes aus. Er wollte dazu das Grundstück, auf dem die Quelle lag, vom Gastwirt Wilhelm Harkenbusch (genannt Wiemer) erwerben. Es sollte „erst gütlich vorgegangen, und wenn dieses nicht angeht, die Expropriation desselben beantragt werden.“ Harkenbusch verkaufte seinen Boden am 5. Juli 1878 an Engelhardt aus Bochum. 1881 bildete sich ein Bade-Comité (Subskriptions-Comité), das im selben Jahr eine Sammlung „zur Erwerbung des Bades Werries“ durchführte, die dazu dienen sollte, das Bad in den Besitz der Stadt Hamm zu bringen. Nach und nach fanden sich einige begüterte Sponsoren, bis schließlich gut 62.000 Mark zusammen waren. Diese wurden jedoch durch die Skepsis des Apothekers Wilhelm von der Marck abgeschreckt, der damals Städtischer Beigeordneter war. Von der Marck äußerte die Befürchtung, eine solche Solequelle könne ebenso rasch wieder versiegen, wie sie unverhofft gefunden worden wäre. Hamm hatte damals 20.618 Einwohner und brauchte dringend Geld für andere kommunale Aufgaben wie etwa den Bau einer Wasserleitung. Da von der Marck das Risiko scheute, sah die Initiative von ihren Kaufplänen ab. Eduard Raabe spöttelte über die ängstliche Einschätzung, die Ehrenbürger von der Marck bei einer Bürgerversammlung in der Börsenhalle an der Südstraße vortrug: „Do stond op einmol ‘n ollen Härn, dai soa wat von Chemiker was un noihar auk Ährenbüorger von Hamm woren is, ut syiner Sofaecke op un warnede met syinen wyisen Wooren daför, sik in sülke wogehalsigen Geschäfte inteloten.“
Stattdessen erwarb 1881 Heinrich von Grimberg die Quelle im Auftrag der Gewerkschaft Königsborn in Unna. Die Vertreter der Saline Königsborn hatten zwar bereits einschlägige Erfahrungen mit versiegenden Quellen gemacht, ließen sich durch diese Erfahrungen jedoch nicht abschrecken. Schon in den 1840er-Jahren hatte die Gewerkschaft bei Heeren, 1850 bei Pelkum Probebohrungen unternommen, jedoch mit begrenztem Erfolg. Mit der finanziellen Forderung der Bochumer Bohrgesellschaft und ihres Vertreters Engelhardt hätte die Stadt Hamm ohnehin nicht mithalten können oder zumindest wollen. Das Angebot aus Unna bekam den Zuschlag; die Quelle ging in den Besitz der Saline der Nachbarstadt über. Treibende Kraft war der Industrielle Friedrich Grillo (1825–1888), der den für damalige Zeit ungewöhnlich hohen Betrag von 100.000 Mark anbot. Er tätigte in dieser Zeit viele Geschäfte dieser Art, beteiligte sich an Zechen und Eisenwerken, gründete Gas- und Wasserwerke. 1872/73 hatte er vom preußischen Staat das vorher krisengeschüttelte Steinkohlen- und Salzbergwerk Königsborn erworben, die Saline in Unna. Nach dem Kauf begann er sofort, Unna-Königsborn zu einem Modebad umzubauen. Noch 1881 ließ Grillo die dortigen Kureinrichtungen ausbauen und gab ihnen ein neues Gepräge. „Das neue Badehaus, in welchem vornehmlich Thermalbäder aus der neu acquirierten heißen Quelle in Werries bei Hamm gegeben werden sollen, stellt mit seiner eleganten und zierlichen Fassade einen Schmuck der ganzen Anlage dar. [...] Im ganzen befinden sich in dem neuen Badehaus 80 Badezellen“, und daneben lag in Unna ein Kurhaus „mit zwanzig großen und komfortablen Logierzimmern.“ Das Badehaus in Unna wurde noch zu Grillos Lebzeiten von zahlreichen Vertretern des westfälischen Adels und sonstiger Prominenz besucht. Der Unternehmer wurde nur wenige Jahre später entmündigt und starb in einer Irrenanstalt.
Im Nachhinein wurde der Verkauf der Quelle als Schildbürgerstreich bezeichnet. Verglichen mit dem Potenzial der Anlage hatte Grillo einen günstigen Preis gezahlt.

### Die Aktiengesellschaft Bad Hamm
Nachdem der Hammer Brunnen in den Besitz der Saline Königsborn übergegangen war, musste das Salzwasser von Werries nach Unna transportiert werden. Dazu wurde eine 25 Kilometer lange, gusseiserne Rohrleitung durch die Ostenallee, den Nordring mit einer Abzweigung bei der Calweyschen und Engelschen Mühle, die Wilhelmstraße und über den Daberg verlegt. Die Vertreter des Bade-Comités, Kommerzienrat Otto Wiethaus und Kaufmann Hermann Engels, vereinbarten nach dem Verkauf der Solequelle im Interesse der Stadt Hamm, dass hier eine Badeanstalt mit Salzwasser versorgt würde. Im Vertrag mit der Saline Königsborn hieß es, dass dem Bade-Comité aus Hamm die Entnahme von Sole auf ewige Zeiten gestattet sein solle: Für die Entnahme der Sohle [sic!] zahlt die Badeanstalt unter Zugrundelegung der Bücher monatlich nachträglich [...] für jedes verabfolgte Bad 20 Pfg. Das entsprach 15 Pfennig pro Kubikmeter. Es wurde eine Obergrenze der zu entnehmenden Solemenge vereinbart. In der Zeit vom 15. Mai bis zum 15. September durfte ein Quantum von 25.000 Kubikmetern nicht überschritten werden
Am 21. April 1882 fanden sich im Rathaussaal in Hamm einige Herren aus Kaufmannschaft und Politik zusammen und gründeten die Aktiengesellschaft Bad Hamm mit einem Kapitel von 99.000 Mark. Sie stellten damit das Engagement für das Heilbad des Hammer Brunnens auf eine neue Grundlage. Das Bade-Comité führte die Geschäfte der Aktiengesellschaft, die bis 1923 tätig sein sollte; danach ging der Badebetrieb in städtische Regie über. Die Gründung erfolgte in Anwesenheit von Bürgermeister Werner, jedoch ohne Beteiligung der Stadtverwaltung; die AG Bad Hamm bestand nur aus Privatpersonen. Am Freitag Abends 6 1/2 Uhr ist die Stadt Hamm mit einem hoffentlich gesunden neuen Unternehmen nach schweren Wehen endlich glücklich niedergekommen: Das Bad ist gegründet heißt es im Westfälischen Anzeiger vom 25. April 1882. Dem Aufsichtsrat der Aktiengesellschaft Bad Hamm gehörten 1888 an: Fabrikdirektor Otto Wethaus, Bankier Hermann Gerson, Rittergutsbesitzer Jakob Loeb, Kaufmann Carl Rollmann, Kaufmann Hermann Engels, Fabrikbesitzer Stephan Hobrecker. Vorstandwar Kaufmann Hermann Schmidt. Als Verwalter arbeitete Fritz Wege. 1882 hatte Rechtsanwalt Schulz zum Aufsichtsrat gehört, während Bürgermeister Werner die Wahl in dieses Gremium abgelehnt hatte.
Schon direkt nach der Entdeckung der Quelle wurde die Idee geäußert, die Sole in der Nähe des hiesigen Schützenhofs zu leiten und daselbst eine Badeanrichtung anzulegen. Der Westfälische Anzeiger schrieb mit Bezug auf wirtschaftliche Perspektiven: Die stets Benutzung der zwei primiviten, am Bohrloch in einem Dielenhause aufgestellten Wannen beweist zur Genüge, welche große Frequenz ein näheres, in der Eremitage eingerichtetes Badehaus finden würde. Das Bade-Comité als Geschäftsführung der Gesellschaft Bad Hamm widmete sich also zunächst den Baulichen Maßnahmen zur Errichtung des neuen Bades am Ostenschützenhof, Badehaus, Logierhaus und Soleleitung nach Unna. Der Schützenhof lag bei der Eremitage, einer Parkanlage an der Ostenallee, der noch unter General Carl Friedrich von Wolffersdorff (1716–1781) angelegt worden war. Die Aktiengesellschaft kaufte dort dem Wirt Feldhaus ein acht Morgen großes Grundstück ab. Dieses Land sollte für die Errichtung des Kurparks genutzt werden; zusätzlich wurden zwei Kilometer östlich der Stadt weitere Grünanlagen geschaffen. Wie das Centralblatt der Bauverwaltung im Januar 1882 berichtete, schrieb der Architektenverein einen Wettbewerb aus. Im Centralblatt der Bauverwaltung vom 11. Februar 1882, S. 52, heißt es dazu: Den Vereinsmitgliedern [des Architektenvereins] sind drei neue interessante Concurrenz-Aufgaben gestellt: 1) der Entwurf einer Kur- und Badeanlage in Hamm a.d. Lippe, bestehend aus zwei Badehäusern, einem Kur- und Logirhaus mit Speisesaal für 200 Personen, 40 Logirzimmern nebst allem Zugebör, und einem Maschinenhaus. Nach Andreas von Scheven wurden am 11. Februar 1882 Entwürfe für die Kur- und Badeanlagen vom Architektenverein Berlin ausgeschrieben. Doch konnte zunächst kein ansprechender Entwurf ermittelt werden. Die Aktiengesellschaft beschloss daher am 21. April 1882, den Düsseldorfer Architekten Wilhelm Sültenfuß (1844–1924), der durch seine Arbeiten im Bad Königsborn/Unna bereits über umfangreiche badearchitektonische Erfahrungen verfügte, mit der Gestaltung der Bauten von Bad Hamm zu beauftragen. Unter seiner Anleitung entstanden die Leitung nach Unna-Königsborn und das kleine Badehaus neben dem Schützenhof mit je acht Wannen für Damen und Herren.
Nach Urkunden im Stadtarchiv Düsseldorf sollte Sültenfuß um 1910 eine Ehrung wie etwa die Verleihung eines Professorentitels h. c. zuteilwerden. In diesem Zusammenhang wurde eine Vita verfasst: Als erste selbstständige Arbeit von Bedeutung ist der Entwurf und die Ausführung der Mellin'schen Stiftung mit Kirche für beide Konfessionen in Werl zu nennen. Nach deren Fertigstellung wurde er Baumeister und technischer Direktor der Gewerkschaft Königsborn bei Unna, führte die Neubauten der sämtlichen Sool- und Thermalbäder von Königsborn und der Stadt Hamm sowie die über 20 km langen Leitungen der Thermalquelle Werries durch die Stadt Hamm nach Unna-Königsborn mit den maschinellen Gebäuden aus, ebenso Salinenbauten, Gebäude über Tage der Zeche Königsborn und Arbeiterwohnungen. Zugleich entwarf und leitete er Schulbauten des Amtes Unna-Camen, Unna-Königsborn und Unna, ferner Kirchen von Unna und Lünen, für beide Konfessionen, mehrere Villen, Geschäftshäuser und das größte Gut in Rindern bei Hamm. Nachdem er die Tätigkeit bei der Gewerkschaft Königsborn freiwillig aufgegeben hatte, setzte er in Hannover und Wien an den Hochschulen daselbst seine Studien fort.
Am 12. Mai 1882 war die Rohrleitung fertiggestellt, die den größten Teil der Sole von Hamm weg nach Unna führte. Noch am selben Tag war ein Rohrbruch zu beklagen, der erste einer ganzen Serie in einer mindestens dreistelligen Zahl. Reparaturkolonnen gehörten seither zum Stadtbild in Hamm. Die Bauarbeiten der Badeeinrichtungen schritten hingegen rasch voran, so dass das Badehaus, dessen Grundstein am 8. Mai gelegt worden war, in einer Art Leichtbauweise innerhalb von drei Monaten fertiggestellt werden konnte.
Was verschiedenerseits bezweifelt wurde, ist nun doch zu ermöglichen gewesen: Unser Bad Hamm ist am 15. Juli 1882 eröffnet und dem Gebrauche übergeben worden, heißt es im Westfälischen Anzeiger vom 18. Juli 1882. Das Wasser wurde zum Badehaus geleitet und dort in die Wannen gefüllt. Begründet von einer kleinen Anzahl gemeinsinniger Bürger hat sich, Dank der ausgezeichneten Beschaffenheit der Thermalsoole, das Unternehmen bereits als lebensfähig bewährt. Dem Bau eines zweckmäßig eingerichteten Badehauses ist die Errichtung eines stattlichen Logierhauses in dem von städtischen Anlagen umgebenen Badepark gefolgt heißt es im Bericht über die Verwaltung und den Stand der Gemeinde-Angelegenheiten der Stadt Hamm 1881–1886, Hamm 1887, S. 28. Im Gegensatz zu den Angaben der Lokalpresse steht im Verwaltungsbericht als Eröffnungsdatum der 15. August 1882. Es ist unklar, ob die widersprüchliche Überlieferung einen sachlichen Hintergrund hat oder auf einem Druckfehler beruht. Das Logierhaus war 1885 durch Regierungsbaurat Paul Boner errichtet worden. Im selben Verwaltungsbericht der Stadt war von der Anlage der Parkanlagen die Rede: 1883/4 wurde ein Theil, des ehemaligen Heimbecks Kotten hinter dem Bade Hamm, dem Schützenhofe und der Eremitage mit Parkanlagen versehen.

### Die heilende Wirkung der Sole
Um das Jahr 1800 befasst sich der Arzt Johann Wilhelm Tolberg (1762–1831) erstmals mit der Heilwirkung der Sole. Er gilt heute als Pionier der Solbehandlung. Damals war er an der Saline bei Elmen in der Nähe von Magdeburg (in Schönbeck/Sachsen-Anhalt) tätig und erfuhr eher zufällig in Gesprächen mit den Salzarbeitern, dass sie Atemwegserkrankungen und Hautprobleme mit Sole behandelten. Tolberg experimentierte mit der Lösung, und seine Erfolge führten 1802 zur Gründung des ältesten Solebades in Deutschland, Bad Salzelmen. Im Westfalen des 19. Jahrhunderts entwickelten sich daraufhin zahlreiche Solebäder. 1800: Höxter-Godelsheim, 1816: Unna-Königsborn (Luisenstadt), 1817: Bad Salzuflen, 1820: Hagen-Reh, 1823: Soest, vor 1826: Salzkotten, 1839: Bad Oeynhausen, um 1840: Dortmund Fredenbaum, 1842: Erwitte-Westernkotten, 1846: Werl, 1857: Bielefeld-Heepen, 1857: Recklinghausen-Grull, 1859: Dortmund-Neuasseln und Kalletal-Kalldorf, 1872: Bad Sassendorf, 1873: Werne, 1876: Hamm-Werries, 1888: Minden-Zollern, Rheine-Bentlage, 1894: Herne-Wanne und Minden Solbad, um 1900: Recklinghausen-Steinbeck und Recklinghausen Zeche König Ludwig, 1905: Lippstadt-Bad Waldliesborn, 1907: Borgholzhausen-Ravensberg, 1934: Warstein-Belecke. Insbesondere der Bereich des Hellwegs wurde zur Heimstatt vieler Bäder.
Meyers Konversationslexikon von 1885 beschreibt die Heilsamkeit des Solebads: Die Solbäder üben einen energischen Reiz auf die Haut aus, befördern die Blutzirkulation in derselben sowie die Hautausdünstung und wirken dadurch auf den gesamten Ernährungsvorgang kräftig zurück, indem sie die Esslust und die Assimilation steigern. Krankhafte Ausschwitzungen, Drüsenschwellungen, Verhärtungen der Organe, chronische Hautausschläge und Geschwüre werden dadurch zur Heilung gebracht. Namentlich bei allen skroffulösen Affektionen werden die Solbäder mit augenfälligem Erfolg angewendet. Die Steigerung des Appetits sowie die Behandlung von TBC und Skrofulose, die damals noch zum Standardprogramm der Bädermedizin gehörten, sind heute auf der Liste der Indikationen nicht mehr zu finden.
Bis heute wird Sole bei der Behandlung von Haut- und Atemwegserkrankungen sowie bei orthopädischen Indikationen eingesetzt. Das Solebad hilft bei Gelenk- und Knochenleiden. Das Salz lindert die Schmerzen, die Bewegung im Wasser entlastet die Gelenke und wirkt Stress abbauend. Hautkrankheiten beeinflusst die Soleanwendung ebenfalls günstig. Bei der Inhalation der Aerosole werden die Atemwege befeuchtet. Kleinste Kristalle des Salzes setzen sich im Inneren der Atemwege ab und wirken Sekret lösend. Der Atemtrakt wird von Bakterien gereinigt. Die Bäder Meinberg und Salzelmen bieten heute Kuren zur Behandlung von Tinnitus an.
Bad Hamm gab zu Beginn des 20. Jahrhunderts an, positive Wirkungen bei folgenden Erkrankungen zu erzielen: Herzkrankheiten, Rheumatismus, Gicht, Krankheiten des Rückenmarks, Katarrhen der Schleimhäute, chronischen Lungenleiden, chronischen Entzündungen der Leber und Milz, Exsudaten, Frauenkrankheiten, Bleichsucht und Blutarmut sowie Skrofulose. Die Einrichtung bot Sol-Thermalbäder zunächst in je acht Wannen für Damen und Herren oder Sol-Lokalduschen sowie die Inhalation mit zerstäubter Sole, Schwitzbäder, künstliche Schwefel- und Moorbäder, kalte und warme Flussbäder und Massagen an. 1888 leitete der Oberstabs- und Regimentsarzt Adalbert Brzunzlow als Badearzt die medizinische Abteilung. Ferner waren gleichzeitig eine Kassiererin, ein Badewärter, eine Badewärterin, ein Massagist, ein Gärtner und eine Schreibhilfe in Bad Hamm beschäftigt. Später wurde der Personalstamm weiter aufgestockt. So gehörte beispielsweise schon um 1900 ein Bade-Kommissar zur Belegschaft.
In der Broschüre Thermal-Solbad Hamm (Westf.), Führer durch das Bad Hamm, herausgegeben von der Verwaltung des Bades, hieß es: Regelmäßig und täglich Badende [sic!] wird eine bestimmte Badezelle zu einer bestimmten Stunde, soweit möglich, aufgehoben. Die Flüssigkeit des Werrieser Brunnens wurde anscheinend nur relativ selten zur Trinkkur genutzt. Der Bäder-Almanach von 1930 führt unter den Kurmitteln neben Schwimm-, Luft- und Sonnenbädern Trinkkuren mit kristallklarer Sole auf. Die innerliche Anwendung der Salzlösung war durchaus möglich, wenn man dem Rat des Westfälischen Kuriers vom 8. August 1925 folgte: Man muss nur wegen des starken Salzgehaltes die Sole stark mit Wasser verdünnen. Gurgeln mit Sole gehörte zu den therapeutischen Empfehlungen. Dafür waren eigens zwei Gurgelräume eingerichtet. Die Verabreichung von Mineralwasser in stets frischer Füllung zählte ebenfalls zum medizinischen Programm.

### Bad Hamm erlangt Bekanntheit
Mit der Eröffnung des Badehauses und damit des Badebetriebes am 15. Juli 1882 erhoffte sich die Aktiengesellschaft Bad Hamm, dass das neue Kurbad allen Anforderung entsprechen und bald florieren würde. Lebhafter Zuspruch wurde während der Badesaison in den Monaten von Mai bis September erhofft. Die Entwicklung in den Anfangsjahren entsprach nicht den Erwartungen. Bad Hamm war bei der entsprechenden Klientel noch unbekannt und musste sich seinen Ruf erst erwerben. Direkter Konkurrent war insbesondere das Bad Königsborn, das damals die größere Anziehungskraft hatte und darüber hinaus entsprechende Unterbringungsmöglichkeiten für auswärtige Kurgäste bot, die in Hamm bis dato nicht vorhanden waren.
Um dem abzuhelfen, beschloss die Aktiengesellschaft, neben dem Badehaus ein Kur- und Logierhaus zu bauen. Heute würde dies als Kurzentrum bezeichnet werden, das mehrere Funktionen unter einem Dach vereint waren. Für die damalige Zeit sicherlich ein zukunftsweisendes Konzept. Den Auftrag dafür erhielt der Hammer Regierungsbaumeister Paul Boner, der bereits zur Eröffnung der sommerlichen Badesaison am 16. Mai 1885 den fertiggestellten Neubau übergeben konnte. Damit waren alle Voraussetzungen geschaffen, die Badegäste zu therapieren, unterzubringen und zu bewirten.
Im Bericht über die Verwaltung und den Stand der Gemeinde-Angelegenheiten der Stadt Hamm 1881–1886 stellt die Stadt Hamm fest: Unverkennbare Heilerfolge haben den Ruf des Bades gehoben und die Frequenz steigt von Jahr zu Jahr. Die Badeverwaltung konnte mit gesundheitlichen Erfolgen und mit zahlreichen Übernachtungsmöglichkeiten und freundlichen Gartengestaltungen für den Kurort werben. Die Zahl der Gäste von Bad Hamm nahm bis zum Beginn des Ersten Weltkrieges ständig zu. Im Jahr 1880 zählten nur 79 betuchte Kurgäste (Fabrikbesitzer, Kaufleute, Gerichtsräte, Gutsbesitzer, Rittmeister u. ä.) mit ihren Ehefrauen zu den Besuchern des Bades (andere Angabe: 92). 1882 lockte das neue Bad an der Eremitage an der Ostenallee bereits 368 Gäste nach Hamm (andere Angabe: 229, darunter 42 Kinder); es wurden mehrere tausend Bäder verabreicht. 1893 waren es 1.533 Kurgäste; 1894 wurden 2.037 Kurgäste bedient. 1896 kamen 2.000 Gäste nach Bad Hamm und nahmen 12.017 Bäder. Außerdem wurden im selben Jahr 279 Armenbäder an Menschen verabreicht, denen die finanziellen Mittel fehlten. Sie wurden vermutlich als freiwillige Fürsorgeleistung von der Gemeindekasse gezahlt. Je mehr Gäste kamen, desto stärker sank die Zahl der Armenbäder. 1890 gab es 700 Arbeiter- und 262 Armenbäder, 1896 wurden 279 Armenbäder verabreicht, 1901 bei 3.000 Gästen und 19.000 Bädern nur noch 154 Armenbäder.
In der Öffentlichkeit war geäußert worden, eine Pferdebahn vom Bahnhof (damals: Bahnhof an der Pelkumer Chaussee) zum Bad einzurichten. Dieser Vorschlag wurde erst später umgesetzt. Dass der Mangel einer Pferdebahn hindernd auf den Besuch des Bades einwirken könne, glauben wir bezweifeln zu dürfen, denn dieser Umstand ist ja verschwindend den bedeutenden Vortheilen gegenüber, welche Bad Hamm zu bieten vermag erklärte ein Leserbriefschreiber im Westfälischen Anzeiger vom 8. Juni 1882, der die Infrastruktur als Voraussetzung für wirtschaftlichen Erfolg recht gering einschätzte. Die Vorteile des Bades, medizinischer Erfolg, angenehme Lage und kulturelle Angebote sorgten durchaus dafür, dass das 1913 eröffnete Stadtbad, das ebenfalls Sol- und Thermalbäder anbot, keine ernsthafte Konkurrenz für Bad Hamm darstellte.
Der Bäder-Almanach 1905 pries das Heilmittel des Bades, das inzwischen unter der Leitung des Arztes Gustav Liebau stand, als eine der gehaltreichsten Thermalsolen. Für einzelne Kurmittel und vor allem abwechslungsreiche Freizeitvergnügungen wie Konzerte, Musik- und Lesesaal, Kahnfahrten, Angelsport, Ausflüge betrieb die Verwaltung umfangreiche Werbung. Hamm konnte im Vergleich zu konkurrierenden Bädern in Unna, Werl oder Liesborn aufgrund seiner deutlichen industriellen Strukturen nur mit begrenzter Attraktivität für sich einnehmen. Dennoch suchten Menschen, die vorrangig etwas Gutes für ihre Gesundheit tun wollten und nicht vorrangig an kulturellen Angeboten interessiert waren, die Lippestadt als Kurort aus. Die Lage der Stadt am Verkehrsknotenpunkt verschiedener Eisenbahnlinien war dafür günstig. Vor dem Bahnhof konnten die Reisenden in Droschken umsteigen oder seit 1898 in etwa 25 Minuten mit der elektrischen Straßenbahn in den Hammer Osten gelangen. Alle acht Minuten fuhr die Straßenbahn vom Hauptbahnhof Hamm (Westfalen) von morgens um sechs Uhr bis abends um zehn Uhr nach Bad Hamm. In der ersten Hälfte der 1890er Jahre wurde die bis zu diesem Zeitpunkt unbefestigte Ostenallee, soweit sie an der Eremitage belegen ist mit einer Pflasterung versehen, so dass sich die Anreise etwas komfortabler gestaltete. Sofern der Gast gut zu Fuß war, konnte er den Kurpark und die Badeanlagen vom Bahnhof aus in 25 Minuten erreichen. Das Gepäck wurde mit dem Pferdekarren transportiert. Schließlich wurde seitens der Stadt die Gasbeleuchtung an der Ostenallee eingerichtet. Auf diese Weise wurden gute Voraussetzungen dafür geschaffen, dass sich in Hamm durchaus nennenswerte Prominenz versammelte.
Neben Akten aus dem Staatsarchiv in Münster gibt die Hammer Bade-Zeitung Aufschluss über die stationären Gäste im Bad. Die Hammer Bade-Zeitung erschien von 1899 bis zum Kriegsausbruch 1914 im Verlag Emil Gribsch. Schriftleiter war zunächst Hans R. Fischer, von 1901 bis 1914 Emil Vogel. Das Blatt, das von der Badeverwaltung für das Publikum gedruckt wurde, veröffentlichte namentliche Listen der Kurgäste nebst dem Logis, in dem sie abgestiegen waren. 1911 gehörten Fabrikbesitzer Witheley aus Neuyork, Offizier Orsinsky aus St. Petersburg, Baron Olivier aus Paris, ein Kommerzienrat aus Boston, ein Rentnerehepaar aus Mailand sowie eine Dame aus Tanga (Ostafrika) zu den Besuchern von Bad Hamm. Am 14. September 1912 führte die Zeitung Ihre Durchlaucht Prinzessin Victoria zu Bentheim und Steinfurt, Schloss Bentheim unter den Gästen auf. Die Prinzessin kehrte mit ihrer Hofdame Fräulein Beulwitz und Bedienung im Hotel Feldhaus ein. Zur selben Zeit hatten dort die Juristen Oberlandesgerichtsrat Gusinde aus Frankfurt, Anwalt Seidenstücker aus Hamm und einige Referendare Quartier genommen.
Ambulante Patienten, damals als Passanten geführt, kamen selten aus der Ferne, sondern eher aus der näheren Umgebung der Stadt Hamm. Grundsätzlich verkehrte im Bad in erster Linie die bürgerliche, gelegentlich die adelige Welt. Zu den bekannteren Persönlichkeiten gehörte der Fabrikdirektor Hobrecker mit seiner Familie; es war damals allgemein üblich, mit der gesamten Familie zu kuren. Kuren für das Volk waren vor dem Ersten Weltkrieg nur in Ausnahmefällen möglich: als milde Gabe den Armen gegenüber, als freiwillige Leistung in Einzelfällen, jedoch nicht als versicherungsrechtlich verbrieftes Recht. Daher war in der Statistik der Badeverwaltung in den ersten Jahrzehnten von Armenbädern die Rede. Die lokale Presse pries Bad Hamm als Erholungsstätte für all jene, denen eine ferne Urlaubsreise zu teuer war. Die Qualität des Bades erweise sich schon dadurch, dass mancher Gast im Jahr 1914 bereits sein 25- oder 30-jähriges Badejubiläum in Hamm begehen könne. Im Westfälischen Anzeiger vom 15. Juli 1914 hieß es: Der treueste Kurgast, Herr Kromberg aus Werden, dessen Bild die Vorhalle des Badehauses schmückt, verlebt in diesem Jahr bereits die 35. Saison in Bad Hamm. Die Badeverwaltung warb 1920 in ihrem Prospekt Thermal-Solbad Hamm Westf., dass eine ganze Anzahl von treuen Kurgästen ... bereits das 25- und 30-jährige Badejubiläum begehen [konnte], eine Festlichkeit, an der in der Regel sämtliche Kurgäste und auch die Badeverwaltung regen Anteil nimmt.
Nicht als Kurgast, sondern wegen der repräsentativen Umgebung logierte Prinz Eitel Friedrich, der Sohn von Kaiser Wilhelm II., im Ostenschützenhof im Kurpark. Er war nach dem großen Grubenunglück auf der Zeche Radbod am 14. November 1908 nach Hamm gekommen und versuchte, die verzweifelten und aufgebrachten Angehörigen der 348 ums Leben gekommenen Bergleute zu beruhigen. In einem Extrablatt des Westfälischen Anzeigers vom 14. November 1908 heißt es: Der Prinz unterhielt sich mit den Frauen und Kinder, tröstete sie und schüttelte allen die Hand. Bergleute riefen indes: Königliche Hoheit, mehr Arbeiterschutz! Trotz der Proteste, die durch ein großes Polizeiaufgebot kontrolliert werden sollten, trug die Anwesenheit des Prinzen wesentlich zur Beruhigung der Menschen bei. Am Abend nahm der Prinz im Kreise illustrer Herren das Abendessen im Schützenhof ein. Gegen 10 Uhr am nächsten Morgen fuhr Eitel Friedrich erneut mit dem Automobil zur Zeche und nachmittags mit dem Zug zurück nach Berlin. Im Westfälischen November vom 16. November 1908 stand zu lesen: Auf dem ganzen Wege vom Schützenhof bis zum Bahnhof wurde der Prinz von einer großen Menschenmenge begrüßt. Eine Fotografie aus den Beständen des Gustav-Lübcke-Museums zeigt den Prinzen an diesem Morgen im Automobil vor dem Kurhaus.

### Bad Hamm und der Bergbau
Die Aufwärtsentwicklung in Bad Hamm vollzog sich keineswegs unangefochten. Obwohl es seine Existenz der Suche nach Kohlen verdankte, wurde es durch die Kohlebohrungen nachhaltig bedroht. Nachdem im Raum Hamm Kohle entdeckt wurde, wurde um die Jahrhundertwende der Ruf laut, die Quelle solle verkauft bzw. gestopft werden, um den Abbau und die Förderung der Kohle nicht zu gefährden. Tatsächlich hatten die Hammer Zechen, insbesondere die Zeche Maximilian, in späteren Jahren immer wieder mit Einbrüchen salzhaltigen Wassers zu kämpfen. 1899/1900 erwarb die oberpfälzische Eisenwerksgesellschaft Maximilianhütte aus Sulzbach-Rosenberg die Rechte auf ein Grubenfeld bei Hamm; sie sah die Abteufarbeiten durch die Solequelle behindert. Allzu leicht konnten die Stollen sich mit Wasser füllen.
Felix Wittgenstein vom Verein zur Hebung der Industrie und des Verkehrs Hamm in Westf. reagierte alarmiert und wandte sich an den Magistrat der Stadt mit der Anregung, die Quelle zu kaufen, in der Hoffnung, dass diese Solequelle uns erhalten bleibt. Nicht nur die Kaufleute der Stadt sahen diese Entwicklung kritisch und fürchteten um den Kundenkreis der Kurgäste. Efferzt, der Direktor der Saline Königsborn, wandte sich am 12. Juli 1901 an das Oberbergamt in Dortmund, da die Werriesquelle auf das äußerste gefährdet ist und zwar in dem Maße, dass sie gänzlich verloren gehen kann. Für die Saline in Unna stand die Existenzbedrohung im Raum, weil zur Salzgewinnung in unsern Siedewerken ausschließlich die Soole aus der Werriesquelle verwandt wird. Außerdem diente sie seit nunmehr 19 Jahren zur Unterhaltung der Soolbäder Königsborn und Hamm. Die Quintessenz: Die Quelle bildet das Fundament unseres ganzen Salinenbetriebes. Eine Entziehung derselben würde also gleichbedeutend sein mit dem Ruin unserer Saline. Nicht nur die gewerbsmäßige Salzgewinnung war von der Quelle in Werries vollständig abhängig, an dem Badebetrieb hingegen auch Hotels und Logierhäuser. Ebenso sind eine Menge offener Geschäfte entstanden, welche fast ausschließlich von dem Badeverkehr leben.
Die Maximilianhütte konterte energisch auf das Schreiben der Saline Königsborn und versuchte die in Unna formulierten Argumente und den Verweis auf gefährdete Arbeitsplätze vom Tisch zu fegen. Es handele sich um eine Quelle, die niemals irgendwelche Bedeutung hatte. Die Kritik war vernichtend: Auch Bad Hamm ist als solches nicht existenzfähig, was am besten daraus hervorgeht, dass erste Wirthe, die Badegäste beherbergten, ihr Besitzthum so bald als möglich ohne Verdienst verkaufen, um nur nicht mit Verlust weiter arbeiten zu müssen.
Hatte von der Marck das Versiegen der Quelle vorsichtig prophezeit, schien die Konkurrenz zu der Zeche seine Befürchtung eintreten zu lassen. Doch trotz heftiger Angriffe konnte die Zechengesellschaft die Konkurrenz Bad Hamm nicht zur Schließung der Quelle zwingen. Daher setzt sich die Geschichte des Kurortes noch einige Jahrzehnte fort und machte einen Teil jenes mächtigen Emporblühens der Stadt Hamm aus, mit dem die Bade-Verwaltung im zweiten Jahrzehnt des 20. Jahrhunderts für Bad Hamm warb.

### Unterkünfte
Die Kuranlagen bestanden aus Thermalsolebädern, Inhalatorium und Spezialabteilungen für Fangopackungen und andere Anwendungen. Für die Kurgäste wurden zahlreiche Sport- und Freizeiteinrichtungen zur Verfügung gestellt. Dazu gehörten eine Tennisanlage, das Schwimmen im Jahnfreibad sowie die Möglichkeit, in der Lippe zu angeln und zu rudern. Im Kurhaus, in Hotels und in Privathäusern standen bis 1939 den Kurgästen etwa 350 Betten zur Verfügung.
Für die Beherbergung der wachsenden Gästezahlen (Touristen und Kranke) in den 1890er-Jahren reichten die Räumlichkeiten des Logierhauses (Kurhauses) der Aktiengesellschaft Bad Hamm (15 Zimmer) nicht aus. Schon bald war von Erweiterungsbauten die Rede. Es siedelten sich etliche gastronomische Betriebe und Läden in der Nähe von Bad Hamm an. Allein in der Ostenallee gab es 1898 etwa zehn Hotels bzw. Gaststätten, die bereits im Namen einen Bezug zum Bad und zur Solequelle in Werries zeigten, beispielsweise Hotel zum Kurgarten, Kurhotel, An der Quelle, Hotel zum Bad Hamm, Hammer Brunnen. 1903 führte das Adressbuch der Stadt Hamm an der Ostenallee folgende Gastronomen auf:
- Nr. 45: Bernhard Czeloth, Wirt
- Nr. 65: Wilhelm Kirchhoff, Restaurateur
- Nr. 66: Konrad Fegers, Wirt
- Nr. 80: Hugo zur Hellen, Restaurateur; 1913: 35 Zimmer Hotel-Pension Feldhaus
- Nr. 84: Hermann Dix, Wirt und Bierverleger, Zur Quelle
- Nr. 87: Anton Pieper, Wirt
- Nr. 88: Wilhelm Herbrecht, Restaurateur. Das Kurhotel Herbrecht mit 40 Zimmern wurde von August Kock geführt, später das sogenannte Klösterchen.
- Nr. 95a: Gustav Röhne, Wirt; 1913: Karl Röhne mit 25 Zimmern
- Nr. 95b: Heinrich Antepoth, Wirt
- Nr. 96: Marie Dickhöfer, Witwe; fünf Zimmer
- Nr. 99a: W. Große-Weischede, Wirt
- Nr. 99b: Hubert Höynck, Konditor und Gastwirt
- Nr. 100: Friedrich Kappelhoff, Wirt
- Nr. 101: Karl Lütkehoff, Wirt, Sylverberg; später Kinderkurheim und Jugendherberge
- Nr. 109: Heinrich Kirchhoff und Bruder, Restaurateur, zum Stadtgarten
- Nr. 122b: H. Hillmann, Wirt
- Nr. 149: Friedrich Brinkwirth, Wirt.

Der Pensionspreis lag im Kurhaus, im Hotel Herbrecht und im Hotel Feldhaus zu dieser Zeit bei 4,50 M. Ein Zimmer mit Frühstück kostete in einer Privatpension 1,50 M. Privatpensionen wurden gerne aufgrund ihrer hellen und freundlichen Zimmer und ihrer günstigeren Preise von Kurgästen zur Übernachtung angenommen.
Neben den Hotels gab es eine große Anzahl von Gaststätten, die teilweise über Fremdenzimmer verfügten, beispielsweise der Gasthof An der Quelle, der Gasthof Zum Waldschloss, der Gasthof Kaisergarten, das Hotel-Restaurant Silverberg, der Gasthof Hammer Brunnen, das Ausflugslokal Stadtgarten und das Hotel-Restaurant Kronenburg. Zusätzlich gab es einige Privatpensionen im näheren Umfeld zum Solebad. Besonders bekannt sind die Villa Dickhöfer von Maria Dickhöfer, Ostenallee 96, mit fünf Fremdenzimmern und die Villa Wilhelmine von Wilhelmine Sensenbusch, Soester Straße 9, mit neun Fremdenzimmern. Frau Sensenbusch schrieb im Juli 1910 an ihre Nichte in Erfurt: Liebes Lieschen! Da wir uns dieser Tage haben Abnehmen laßen, schicken wir diese Karte, sieh mal ob du mich erkennst. Hoffentlich gefällt es dir gut in dem schönen Erfurt. Bei uns ist alles besetzt u. wir haben viel Spaß. Sei vielmals gegrüßt von dein. Onkel u. Tante Sensenbusch.
Frau Frerk hatte an der Soester Straße 11a drei Zimmer für Gäste. Frau Eckey bot den Kurgästen vier Räume an der Soester Straße 11b und H. Gorotmann stellt vier Zimmer an der Soester Straße 115 zur Verfügung.
Im Stadtführer von Eickhoff aus dem Jahre 1908 ist zu lesen, dass der Schützenhof vom Wirt Prinz bewirtschaftet wurde. Der Logierbetrieb, damals Kurhaus genannt, befand sich vor 1914 unter der Leitung von Stephan Jakob und hatte 45 Zimmer. Einem handschriftlichen Nachtrag zufolge hatte später Josef Belling das Haus übernommen und bewirtschaftete zehn Zimmer. Die Kronenburg lag an der Endstation der Straßenbahn und war ein Hotel-Restaurant mit acht Zimmern.
In den Gaststättenakten verweisen die Betreiber der Gasthäuser und Hotels immer wieder darauf, dass die Nachfrage nach einfacheren, billigen Logies, so groß [war], dass viele Fremde kein Unterkommen mehr finden konnten und andere Badeorte zur Kur aufsuchen mussten. Um dem abzuhelfen, erweiterten viele Betreiber von Gaststätten ihre Gebäude. Es wurden Säle für Musik- und Tanzveranstaltungen angebaut. Gebäude wurden zudem aufgestockt, um zusätzliche Fremdenzimmer anbieten zu können.
Diese Bemühungen wurden von Seiten der Polizei-Verwaltung Hamm unterstützt, zumal es im Interesse der Stadt lag, den Kurbetrieb und den Fremdenverkehr zu fördern. Für die Einrichtung von Logierzimmern gab es genaue polizeiliche Vorschriften. So sollten mindestens sechs Logierzimmer mit acht Betten vorhanden sein, die stets den Kurgästen zur Verfügung stehen mussten und nicht anderweitig benutzt und insbesondere nicht dauerhaft vermietet oder als Familienwohnung des Wirtes dienen durften. Die Logierzimmer mussten zudem voll möbliert sein.
Der Kurgast wollte neben seinen Anwendungen auch genießen. So entstanden in Bad Hamm Gaststätten von unterschiedlicher Qualität, vom einfachen Lokal bis zum Restaurant mit gehobenem Standard, die in Konkurrenz zu den großen Hotels standen, die ebenfalls über Restaurants verfügten.
Die Betreiber der entsprechenden Einrichtungen nutzten den Badeprospekt, um Werbung für ihre Angebote zu machen. So finden sich in den Prospekten der Badeverwaltung Hamm (West.) folgende Angaben:
- Kurhaus und Bürgerschützenhof (15 Zimmer). Restaurator Stephan Jakob. Herrliche geschützte und ruhige Lage inmitten großer Park- und Waldanlagen. Pensionspreis von Mark 4,50 an einschl. Zimmer bei anerkannt bester Verpflegung – Reunion, Illumination, Kinderbelustigungen, Tennisplätze – Stadtküche, Café mit eigener Konditorei, dreimal wöchentlich Konzerte.
- Hotel-Pension Feldhaus (35 Zimmer) – Hugo zur Hellen: Familien-Pension I. Ranges, Pension inkl. Zimmer von M 4,50 – Große, geräumige Zimmer, Saal und Nebenräume für Vereins- und Familien-Festlichkeiten, Künstler-Konzerte.
- Kurhotel Herbrecht (40 Zimmer) – August Kock-Haus ersten Ranges, Pension von M 4,50 – Familienpension nach Übereinkunft, Billard, Tennisplätze.
- Hotel Röhne (25 Zimmer) – In der Nähe des Bades, gegenüber dem Stadtpark. Schöne ruhige Logierzimmer. Pensionspreis Mark 30,00 pro Woche – 2 Minuten vom Bade, in nächster Nähe des Stadtwaldes, Inh. Heinrich Harnisch – das behagliche Familien-Restaurant, Café.
- Hotel-Restaurant Kronenburg (8 Zimmer) – A. Rendel – Gute Speisen und Getränke. Täglich selbstgebackenen Kuchen. Bauern- und Kornthen-Stuten etc. – Große Restaurations- und Gesellschaftsräume mit franz. Billard und Pianino.

Die Hotels und Gaststätten warben in ihren Anzeigen gerne mit folgenden Argumenten: in unmittelbarer Nähe des Bades, angenehmer Aufenthalt für Bade- und Kurgäste, Gleichzeitig mache ich die geehrten Badebesucher auf meine besteingerichteten Fremdenzimmer aufmerksam, Kurgästen und Sommerfrischlern bestens empfohlen; in nächster Nähe des Kur- und Badehauses, unmittelbar am Walde, Angenehmster Aufenthalt für Kurgäste, Große, luftige Logierzimmer.
Gesellschaftliches Zusammen sein spielte im Kurbetrieb immer eine große Rolle. In den Hotels und Gaststätten wurden regelmäßig Konzerte und Tanzveranstaltungen angeboten, die gerne von den Kurgästen und Hammer Bürgern besucht wurden. Die Hoteliers und Gastwirte waren sehr um ihre Gäste bemüht. So warben die Gebrüder Heinrich und Karl Kirchhoff, Besitzer des 1890 erbauten Ausfluglokals Stadtgarten, um 1899 mit der Neuzeit entsprechend eingerichteten Lokalitäten, einem schönen, schattigen Garten und einem geräumigen und mit allem Comfort ausgestatteten Saal, guten Speisen, Weine und Biere und nicht zu vergessen: prompte reelle Bedienung. Ein Gast schrieb 1898 an einen Bekannten in Gütersloh, heute bei Kirchhoff im Kürsassierkonzert, großartig amüsiert u. sende von hier die herzl. Grüße Fränzchen.
Der Kurgast vergnügte sich zudem im Bürgerschützenhof, dem heutigen Kurhaus, der ein Anziehungspunkt für Kaffeegäste und Ausflügler darstellte. Beliebt waren die zahlreichen Kur- und Militärkonzerte sowie Vereinsfestlichkeiten. Eine besondere Attraktion stellt die Gewerbliche Ausstellung im Mai 1900 dar.
Außer Konzerten und Tanzveranstaltungen wurden zahlreiche sportliche Aktivitäten angeboten, wie einem Prospekt um 1924 zu entnehmen ist. Dem Kurgast wie dem ruhe- und erholungsbedürftigen Tagesbesucher öffnet der Park seine mannigfachen Reize. [...] Der Sportfreund findet in Hamm Gelegenheit zu jeglicher Art Sport. Tennisplätze befinden sich im Park, selbst unmittelbar beim Badehause. Nahe beim Park bietet das Bootshaus Gelegenheit zu Bootsfahrten auf dem Lippefluss. Der Angler kann seiner Leidenschaft an der Lippe und am Lippe-Seitenkanal Genüge tun.
Um den Kurbetrieb zu finanzieren, wurde eine Kurtaxe zur Unterhaltung der Parkanlagen und Konzerte erhoben. Für eine Person betrug diese (bei Aufenthalt bis zu einer Woche) fünf Mark. (1920), für eine Person (bei längerem Aufenthalt) acht Mark, für eine Familie (Personen eines und desselben Hausstandes) zwölf Mark. Zur Zahlung der Kurtaxe wurde jeder verpflichtet, der eine Kur brauchte bzw. sich länger als drei Tage in Bad Hamm aufhielt oder die Anlagen oder den Schützenhof besuchte.
So bot Bad Hamm seinen Gästen in jeder Beziehung einen angenehmen Aufenthalt, wie der Schilderung der Familie Wolf an den Lehrer Chr. Rathert in Dortmund vom 21. August 1910 zu entnehmen ist: Bad Hamm (Hotel Feldhaus) 21/8 10 – Lieber Herr u. Frau Rathert! Hoffentlich ist bei Ihnen nun alles wieder in Ordnung, vor Allem hat sich Herr Rathert hoffentlich wieder gemacht. Hier ist es einzig schön, so recht ein Aufenthalt, um zu gesunden.
Darüber hinaus gab es eine Reihe von Andenkenverkäufern in der Innenstadt und in Bad Hamm. Sowohl in Privatbesitz von Hammer Bürgern als auch im Städtischen Gustav-Lübcke-Museum sind einige Stücke erhalten. Dazu zählen Trinkgläser, die zur Erinnerung mit Bildern der Badeeinrichtung oder der Stadt geschmückt sind sowie eine Mokkatasse mit der Ansicht von Bad Hamm. Direkt vor Ort waren nach dem Westfälischen Kurier vom 8. August 1925 auch Andenken von Hamm und Schreibmaterialien käuflich zu erwerben. In der Zeitschrift des Solebades von 1913, S. 23, warb die Verwaltung: Post, Telegraph und Telephon im Badehause, so dass in dieser Zeit (kurz vor dem Ersten Weltkrieg) für den Komfort der Gäste gesorgt war.
Die Kurgäste konnten Sport treiben; der Tennisplatz dürfte der erste in der Stadt überhaupt gewesen sein. Zunächst war die Nutzung ausschließlich den Kurgästen vorbehalten. Einige Ansichtskarten zeigen Damen und Herren in repräsentativer Garderobe beim Spiel des Lawn-Tennis, wie die aus England importierte Sportdisziplin auf dem Rasen oder im freien Gelände sich damals nannte. Bad Hamm bot seinen Gästen außerdem Kahnfahrten auf der Lippe, Spaziergänge in die Umgebung und Pferderennen auf dem großen Exerzierplatz (heute Teil des Kurparks mit einem aus Blumen geformten Elefanten).
Wie in anderen Heilbädern schloss sich ein umfangreiches kulturelles Angebot an den Badebetrieb an. Ein eigener Musikpavillon war für Konzerte errichtet worden. In der Broschüre Thermal-Solebad Hamm von 1913, S. 6, heißt es: Außer den Kurkonzerten finden fast jeden Sonntag auf dem Bürgerschützenhof größere Vereinsfestlichkeiten, Militärkonzerte usw. statt, zu deren Besuch die Kurgäste berechtigt sind. Darüber hinaus war das Kurhaus ein Veranstaltungsort für die Sportausstellung im März 1897 und für eine Gewerbliche Ausstellung in Bad Hamm im Jahr 1900. Die Veranstaltungen waren von den Kurgästen bequem zu Fuß zu erreichen.

### Erster Weltkrieg – Bad Hamm wird Lazarett
Der Erste Weltkrieg fand in Hamm gleich nach dessen Beginn am 1. August 1914 zunächst begeisterten Anklang. Am 22. August 1914 schrieb der Westfälische Anzeiger: Aus Anlass des Sieges bei Metz wurde gestern Nachmittag die Glocke der Pauluskirche eine Stunde geläutet. Abends fanden Dankgottesdienste in der Pauluskirche statt. Viele Häuser legten Flaggenschmuck an. Siegestaumel machte sich breit. Siegreich nach Frankreich hinein! hieß es am 28. August 1914 im Westfälischen Anzeiger. Der Krieg blieb für die Stadt, Bad Hamm und die dort lebenden Menschen nicht ohne Folgen. Aller Siegeseuphorie zum Trotz hatten die deutschen Soldaten Verwundete und Tote zu beklagen. Am Schützenhof war daher ein Lazarett für verwundete deutsche Soldaten eingerichtet worden. Im September 1914, einen Monat nach Kriegsbeginn, lagen im Schützenhof bereits sechzig Verwundete. Raum ist da für insgesamt 274 Personen; im großen Saal stehen ungeführ hundert Betten berichtete der Westfälische Anzeiger am 16. September 1914. Aufopferungsvoll versorge die Hammer Bevölkerung die kranken Soldaten, hieß es am 21. September 1914 in der Lokalpresse. Wer im Lazarett tätig war, stellt heute sein eigenes Ich zurück hinter die große Sache des Vaterlandes. Die Frau Oberin des Lazaretts nimmt gern Liebesgaben entgegen, Spenden aus der Bevölkerung. Der Propaganda des Westfälischen Anzeigers zufolge hegten die bettlägerigen Soldaten noch die Hoffnung, wieder gesund und kriegstauglich zu werden. Bald wieder an die Front, um an der russischen Sippe [...] Vergeltung zu üben, sei der brennende Wunsch vieler Verwundeter, so gab das Blatt die Einschätzung eines Besuchers im Schützenhof-Lazarett wieder. Im vorangegangenen Krieg 1870/71 hatte der Schützenhof bereits als Lazarett für verwundete Soldaten gedient.
Nachdem im September Kriegsgefangene aus Frankreich, Belgien und England die Stadt Hamm in mehreren Zügen in bedeckten Güterwagen nur passiert hatten, nahm das Lazarett im Oktober 1914 französische Gefangene mit Verwundeten auf. Sowohl unter den Deutschen wie Franzosen waren Schwerstverwundete, die auf Tragbahren lagen. Sie wurden in der Straßenbahn zum Ostenschützenhof gefahren. Einer der Franzosen berichtete der Zeitung, dass das französische Schlachtfeld mit Abertausenden von Verwundeten und Toten übersät sei.
Das königliche Kanalbauamt stellte im Herbst 1914 den Antrag an die Stadt, das Stallgebäude und einen Teil des großen Exerzierplatzes für die Unterbringung der Kriegsgefangenen nutzen zu können. Gegen die Aufnahme von Gefangenen wiederum wurden aus vorgeblich sanitären Erwägungen Bedenken angemeldet. Es wurden Seuchen in der Stadt befürchtet, so dass die Militärverwaltung Gefangene mit ansteckenden Krankheiten gesondert unterzubringen versprach.
Die Zeiten des Krieges zwangen die Badeverwaltung in Hamm eine zu einer gewissen Flexibilität. Sonst endete die Badesaison regelmäßig im September. Nach Einrichtung des Lazaretts wurde beschlossen, die Saison über den gesamten Oktober auszudehnen und den verwundeten Kriegern die Gelegenheit zur Benutzung der Heilquellen möglichst lange zu gewähren. Einige recht schöne erfolge sind bereits durch die Bäder bei unseren braven Soldaten erzielt worden.
Nach dem Ersten Weltkrieg wurde der Badebetrieb von wirtschaftlichen Problemen betroffen. Das Kurhaus ist zur Zeit wegen der Wohnungsnot vermietet. Es enthält 30 Zimmer und einen größeren Aufenthaltsraum hieß es noch in den 1920er-Jahren. Umso erstaunlicher sind die Besucherzahlen. 1924 wurden 20.161 Kurgäste empfangen. Nach der Inflation und nach der Ruhrgebietsbesetzung in der näheren Umgebung schien sich Bad Hamm zu erholen und zählt 1925 trotz allgemeiner wirtschaftlicher Schwierigkeiten 29.379 Besucher, die bisherige Rekordzahl.
Das Bad schien durch die Renovierungsarbeiten, die die Stadt nach Erwerb der Badeanlagen 1923 hatte durchführen lassen, an Attraktivität gewonnen zu haben. „Sämtliche Räume sind bei dem Uebergang des Bades in städtische Verwaltung renoviert. Die frischen Farben erquicken das Auge, gemalte Fenster geben sämtlichen Räumen ein angenehm gedämpftes Licht. [...]“ Die Arbeiten wurden von dem Meister Stuhldreier, Widumstraße, ausgeführt. Pläne für Erweiterungsbauten liegen für das Jahr 1928 vor und werden im Stadtarchiv Hamm aufbewahrt.
Im Einzelnen ist über die Geschichte von Bad Hamm während des Ersten Weltkriegs wenig bekannt. Ebenso wenig sind die Verhältnisse im Zweiten Weltkrieg dokumentiert. Möglicherweise favorisierte die Überlieferung die Zeiten, in denen das Bad exklusiven Kreisen vorbehalten war. Seit etwa der Zeit, als die Stadt 1923 das Bad erworben hatte, sind trotz der repräsentativen Funktion des Bades nur spärliche primäre Informationen erhalten.

### Aufschwung in der NS-Zeit

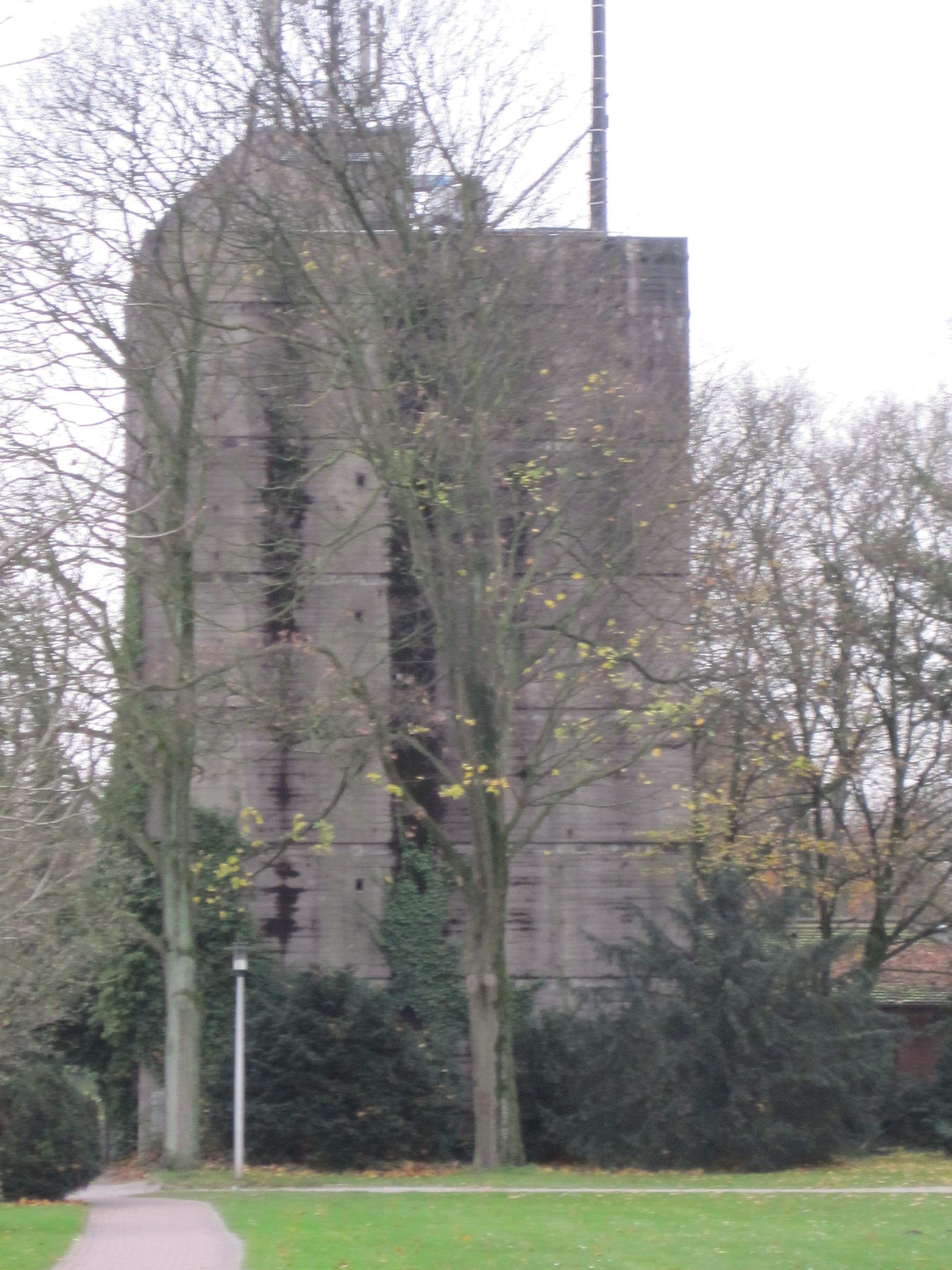
Hochbunker am Kurhaus, er ist ein eher mittelgroßer Vertreter der Hammer Hochbunker und im Gegensatz zu denen in der Innenstadt nicht farblich gestaltet. Bis heute sind die Bunker wegen ihrer Größe die sichtbarsten Mahnmale für die NS-Zeit in Hamm und die Not und Ängste der Zivilbevölkerung während der schweren Luftangriffe auf die Stadt. Hamm wurde zu über 60 Prozent zerstört und gehörte wegen seiner Industrie, dem Hafen und dem heute noch riesigen Güter- und Rangierbahnhof zu den am schwersten angegriffenen Städten auf deutschem Boden. Der Katastrophenschutz unterhielt in den 1990er-Jahren noch 20.000 Bunkerplätze für den K-Fall.

Die bisher in der Literatur anzutreffende Einschätzung geht davon aus, die Bäder hätten aufgrund der Bismarckschen Sozialversicherungsgesetzgebung einen gewaltigen Aufschwung erlebt. Diese bot jedoch keine Grundlage für die kurmedizinische Versorgung der breiten Bevölkerungsschichten. Die Perspektive änderte sich erst, als im Ersten Weltkrieg nach einer Versorgung für die verwundeten Soldaten gesucht wurde. Erst allmählich wurden die grundsätzlich vorhandenen Versicherungsmöglichkeiten auf Angestellte und weitere Beschäftigte ausgedehnt. 1930 kamen die Gäste des Knappschaftskrankenhauses in der Nähe von Bad Hamm in den Genuss der Sole; eine Leitung wurde bis dorthin verlegt. In der Zeit von 1933 bis 1945 stellte die Versorgung der Volksgenossen mit Heilbädern und ähnlichen Einrichtungen einen Aspekt der nationalsozialistischen Ideologie dar, mit der die braunen Machthaber die Deutschen für sich zu gewinnen versuchten. Mit dem Ziel Hebung der Volksgesundheit fasste Propagandaminister Goebbels am 1. Juni 1933 den Bäderverband und die Fremdenverkehrsverbände zum Bund Deutscher Verkehrsverbände und Bäder zusammen. Die in Bad Salzuflen erarbeitete Anordnung Nr. 22 vom 22. Februar 1937 vereinheitlichte die Preisgestaltung und legte Begriffsbestimmungen über Heilquellen, Bäder und Kurorte fest.
Bad Hamm hat früher in einem „Dornröschenschlaf“ die Zeit verträumt. Seit dem durch die nationalsozialistische Revolution hervorgerufenen Umschwung aber geht es unaufhaltsam aufwärts urteilte der Westfälische Anzeiger. 1937 waren Neugestaltungen im Hammer Kurpark erfolgt, die Tierplastiken für den Hamer Kurpark wurden gerade von Franz Breitholz erarbeitet und umfangreiche Renovierungsarbeiten im Inneren und Äußeren des Kurhauses durchgeführt. Der Leuchtspringbrunnen erregte Staunen und Bewunderung nicht nur bei den ehemaligen Gardejägern aus Rheinland und Westfalen, die sich im Mai 1937 im Spiegelsaal des Kurhauses zu einer Tagung zusammengefunden hatten und im Kurpark spazieren gingen. Sicher blieb auf das sechzigjährige Jubiläum von Bad Hamm nicht ohne Werbewirkung. Im Juni 1937 wurde es mit großem Aufwand gefeiert. Zeitgleich und in Verbindung damit eröffnete das Gustav-Lübcke-Museum die Ausstellung Lebendige Vorzeit, anschließend fand der große Festakt im Kurhaus statt. Ein großes Sommerfest in Bad Hamm wurde mit dem beleuchteten Springbrunnen, mit vielen tausend Lampions und einem Festkonzert in Szene gesetzt, so prachtvoll wie es die Volksgenossen noch nicht erlebt haben. Die Öffnung der Bäder für die Volksgenossen führt zu einem Boom an Kurgästen. Die Gäste blieben länger, und die werkstätige Bevölkerung, wie es im Westfälischen Anzeiger hieß, nutzte die Erholungsstätten in Hamm. Wie die Zeitung am 15. Mai 1937 berichtete, wurde von 1933 bis 1936 eine Steigerung der Zahl der Badegäste um 106 Prozent gezählt. Zu Pfingsten 1937 waren alle 400 Betten, die den Kurgästen zur Verfügung gestellt werden konnten, vollständig ausgebucht. Während Deutschland die Nachbarländer mit einem Vernichtungskrieg überzog, florierte das Bad bis 1944 und bot mitten in den Kriegsjahren beeindruckende Kulturveranstaltungen wie etwa Konzerte an.
Der 1931 von der Stadt erworbene Schützenhof diente in der nationalsozialistischen Zeit als Veranstaltungsort für politische Veranstaltungen. Am 13. März 1933 veranstaltete der SS-Sturmbann II/30 dort seinen ersten Kameradschaftsabend, unter anderem mit kulturellen Darbietungen unter der Leitung des SS-Untersturmbannführers Ronnenbach. Fotos aus dem Gustav-Lübcke-Museum zeigen den Repräsentationsbau versehen mit NS-Fahnen. Der Anlass der Beflaggung ist unklar. Hammer und Schlägel könnten auf eine Veranstaltung von Bergbaubeschäftigten hinweisen. Eine Innenaufnahme entstand jedenfalls anlässlich eines Treffens der höheren Bergbeamten im Kurhaus. Ein anderes Foto zeigt so genannte NSV-Schwestern mit uniformierten Männern beim Essen im Kurhaussaal.
1941 erwarb die Stadt Hamm, die seit knapp zwei Jahrzehnten Eigentümerin der Badeanlagen war, die Quelle in Werries von der Saline Königsborn zurück. Gelegentlich wird als Begründung für den Kauf angeführt, dass die Stadt auf diese Weise die Rohrleitung bzw. die Rohrbrüche der Leitung nach Königsborn unter ihre Kontrolle bringen wollte. Zweifellos waren die Rohrbrüche ein dauerhaftes Problem und sorgten für eine eher traurige Popularität der Sole des Hammer Brunnens. Da Bad Königsborn im selben Jahr seine Pforten schloss, musste die Sole nur noch ins Badehaus und ins Knappschaftskrankenhaus, jedoch nicht mehr quer durch die Stadt nach Unna geleitet werden. Die genannte Begründung ist also wenig überzeugend. Es sprich einiges dafür, dass der Aufschwung des Bades in der Nazi-Zeit den Besitz verlockend erscheinen ließ. Und bevor die Saline Königsborn die Quelle stilllegen und die Anlagen demontieren konnte, ging der Werries-Brunnen in das Eigentum der Stadt über.
Gegen Ende des Zweiten Weltkrieges wurde das Badehaus zweckentfremdet und schließlich der ganze Badebetrieb stillgelegt. Badehaus und Logierhaus wurden zur Unterbringung von obdachlosen Menschen genutzt, insbesondere Kindern. Im Kurhaus wurde damals Gemeinschaftsverpflegung für die Obdachlosen im Badehaus und am Sylverberg ausgegeben. Die ehemals repräsentativen, um 1900 prämierten Parkanlagen dienten in der unmittelbaren Nachkriegszeit zum Anbau von Gemüse. Das Kurhaus büßte im Zweiten Weltkrieg seinen Ballsaal ein. Der beim Solebad gelegene, nördliche Querflügel wurde von Kriegsschäden betroffen (Schadensgrad etwa 25 %).

### Nachkriegszeit
1947/48 wurde das Kesselhaus zur Betreibung eines Hochdruck-Dampfkessels erweitert. 1950 wurde der Nordflügel wiederhergestellt. Trotz der Zerstörungen startete am 7. Juli 1945 wieder der Badebetrieb mit Solebädern, auch wenn wegen Kohlemangels zeitliche Einschränkungen in Kauf genommen werden mussten. Es fehlte zunächst an Übernachtungsmöglichkeiten. Gleichzeitig wurden die Badeanlagen vermehrt für Reinigungsbäder genutzt. Die Nachfrage war groß, weil in dieser Zeit nur wenige Häuser über Badezimmer verfügten. Allein im Jahr 1946 wurden fast 40.000 Wannenbäder verkauft. 15 der 38 Wannen im Badehaus standen zur Körperreinigung zur Verfügung, während in den anderen weiterhin Heilanwendungen durchgeführt wurden.
1947 trat Bad Hamm dem neu gegründeten Bäderverband bei und erlebte zunächst eine neue Blütezeit. Hoffnung und Wunsch der Stadt Hamm ist es, recht bald die nötigen Geldmittel zum Wiederaufbau ihres Solebades zu erhalten, damit es wieder, wie einst, voll und ganz in den Dienst der Volksgesundheit gestellt werden kann. Ein weiterer Wunsch ist die Freigabe des Kurhauses, das immer noch überwiegend von der Besatzungsmacht beansprucht ist formulierte die Badeverwaltung im Juni 1950.
Die Hoffnungen, das Kurbad wieder wie früher ganz in den Dienst der Volksgesundheit zu stellen, wurden zunichtegemacht. 1955 erfolgte die Streichung von Bad Hamm als Kurort aus der Liste der Sozialversicherungsträger, die bis dahin 80 % der Kosten übernommen hatten. Damit war das Ende des Bades besiegelt. 1957 übergab die Stadt Hallenbad, Freibad und Kurhaus an die Stadtwerke Hamm. 1960 erfolgte der Abriss des Badehauses und des Übernachtungsgebäudes. Die Quelle in Werries sprudelte weiter bis 1972 und wurde zunächst von der Klinik für manuelle Therapie weitergenutzt, die das neue Badehaus weiterhin allen Bürgern der Stadt zur Verfügung stellte. Doch ohne soziale und finanzielle Förderung etwa durch die Versicherung waren die Kosten für die Durchführung der Kuren nicht aufzubringen. Die Quelle versiegte schließlich, vermutlich aufgrund von Erdrutschen bei Bergbauarbeiten. Diese Epoche der Stadtgeschichte ging zu Ende.

## Einzelne Einrichtungen und Bauwerke

### Kinderkurheim Sylverberg

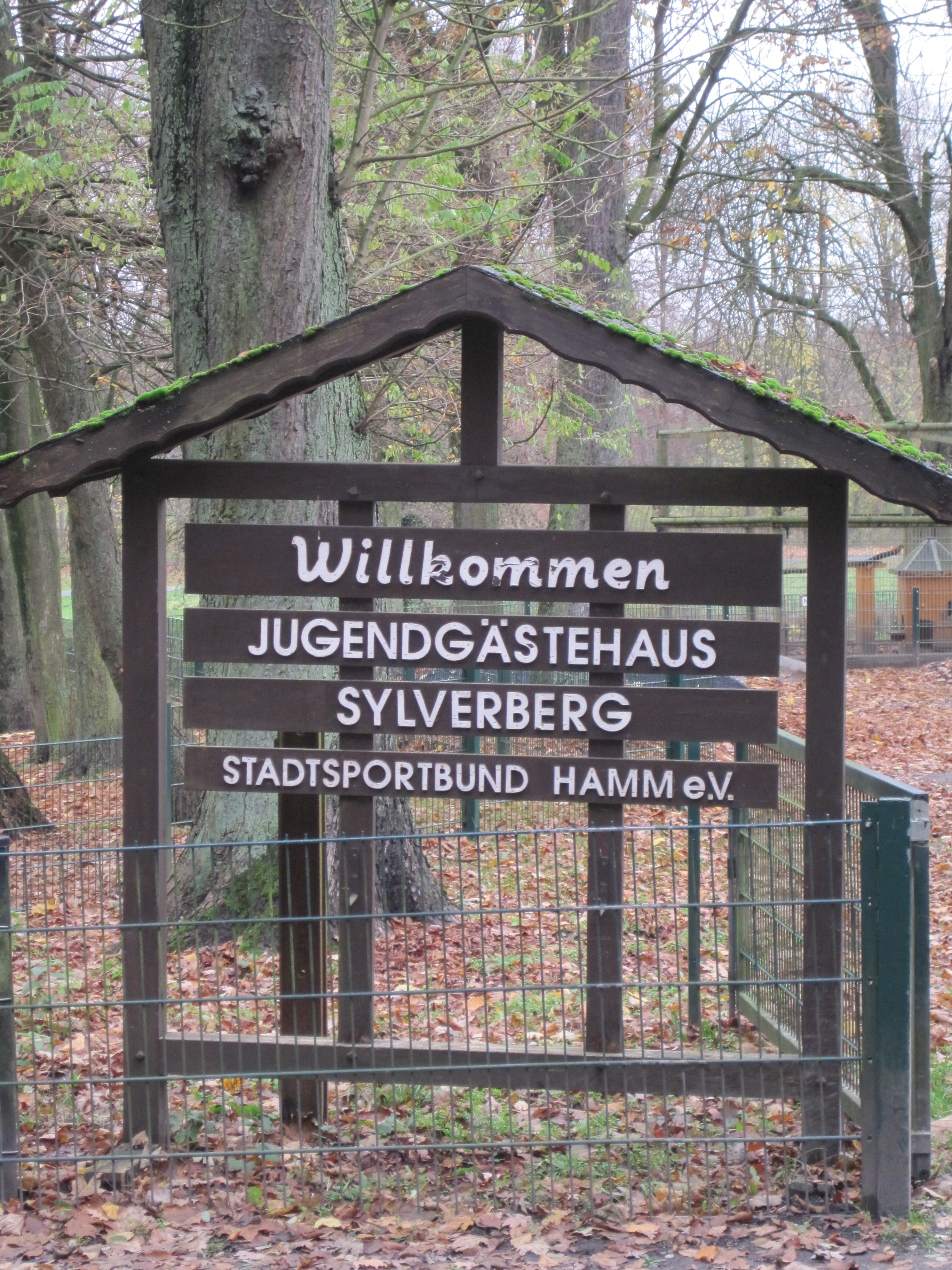
Eingangsschild des heutigen Jugendgästehauses

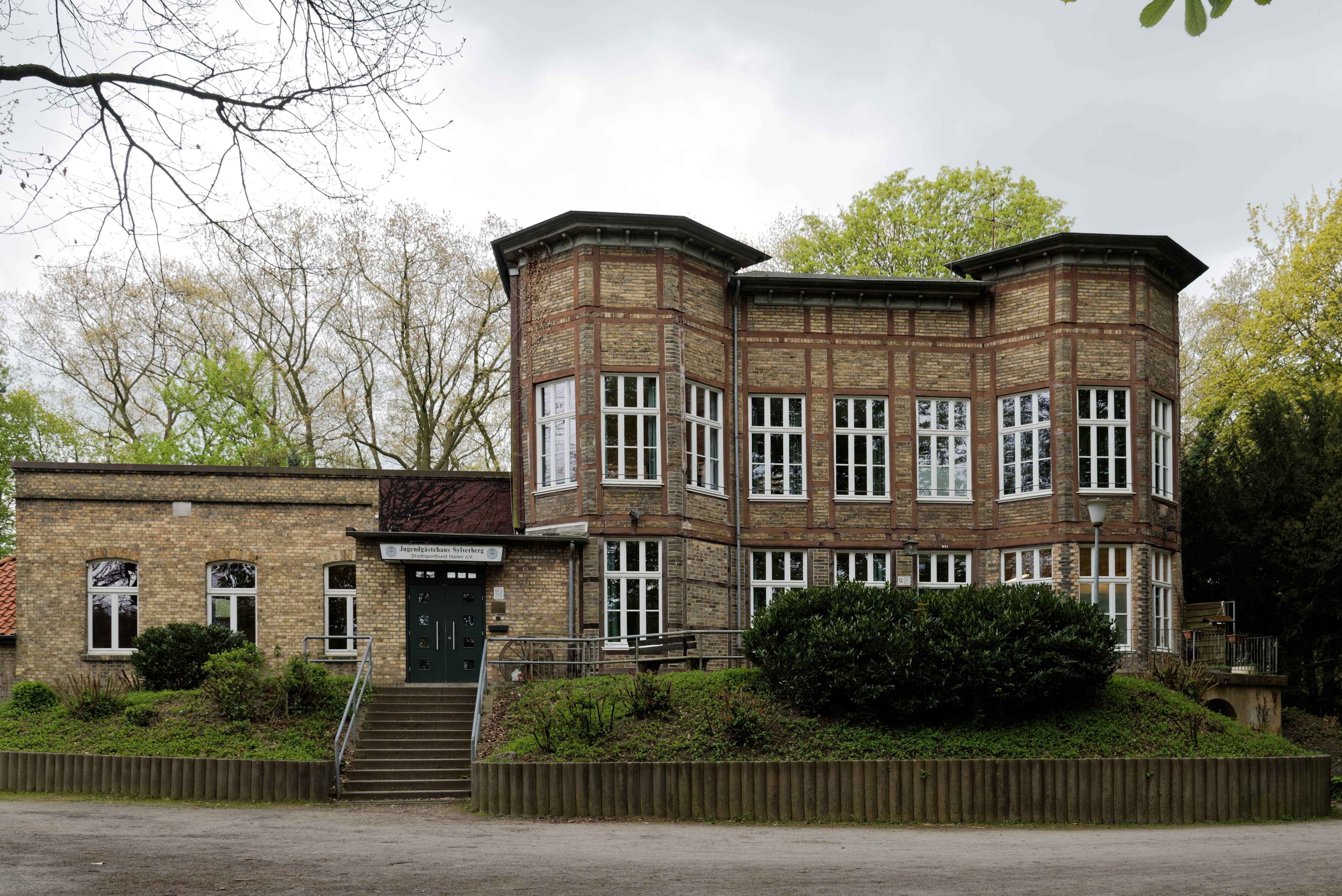
Jugendgästehaus „Haus Sylverberg“. Das Gebäude steht gegenüber der Teichanlage auf einer kleinen Erhebung im stark baumbestandenen Teil der Kurparks. Sein Name leitet sich vermutlich vom lateinischen Silva - Wald - und der etwas euphemistischen deutschen Bezeichnung Berg für die kleine Erhebung im Park ab.

Eine besondere Zielgruppe des Badebetriebes stellten im 19. und noch im 20. Jahrhundert die Kinder dar, die oft in mangelhaften Verhältnissen aufwuchsen und mit großen gesundheitlichen Problemen zu kämpfen hatten. Im 19. Jahrhundert hatten die Hammer Bürger ihre kranken Kinder beispielsweise nach Bad Sassendorf zur Kur geschickt, wo es eine Kinderheilanstalt für skrofulöse Kinder gab. Ebenso führte Bad Königsborn Kinderkuren in beachtlicher Anzahl durch. Bad Salzuflen hatte einen rapiden Aufschwung genommen, nachdem der Entschluss getroffen war, eine Kinderheilstätte einzurichten. In Hamm waren Überlegungen zur Einrichtung einer Kinderheilstätte im Gespräch, wurden jedoch lange Zeit nicht umgesetzt. Im 20. Jahrhundert diente Haus Sylverberg im Kurpark von Bad Hamm zeitweise zur Unterbringungen von kranken Kindern.
Das Gebäude Sylverberg war Mitte des 19. Jahrhunderts errichtet und bis 1920 von Karl Lütkehoff als gastronomischer Betrieb geführt worden. Von 1920 bis 1922 fanden die Hiltruper Missionare vom heiligsten Herzen Jesu hier ihr Domizil, die sich nach dem Ersten Weltkrieg verstärkt der Missionsarbeit in Deutschland gewidmet hatten. Sie zogen schon 1922 in das Haus Ostenallee 88, ehemals Hotel Herbrecht und Kock, das früher im Volksmund das Klösterchen hieß. Nach dem Zweiten Weltkrieg ging das Haus in Städtisches Eigentum über und diente unter anderem als Verwaltungsgebäude. Inzwischen wurde es abgerissen.
Seit 1923 diente das Gebäude auf dem Sylverberg als städtisches Kinderkurheim. Dort führte das Gesundheitsamt der Stadt Kinderkuren durch. Von 1923 bis 1933 leitete Fräulein Hagedorn, dann Fräulein Birkholz das Heim für die stationäre Unterbringung der Kinder. Seit 1937 lag die Leitung in den Händen von Fräulein Düchting. Neben dem Hauptgebäude befanden sich vier Liegehallen, von denen diejenige, die der Elchstraße am nächsten lag, als Kinderkurheim ausgebaut wurde, während das alte Gebäude in den Besitz der Stadt Hamm überging und dem Reichsverband für deutsche Jugendherbergen übergeben wurde. Nachdem die Kinder in den benachbarten Gebäuden untergebracht worden waren, wurde hier 1934 eine Abteilung des Freiwilligen Arbeitsdienstes einquartiert. Wohl schon im Jahr 1935 zog die Jugendherberge unter Leitung der Familie Brors ein. 1936 folgte nach Anneliese Beeck eine Reiterstaffel der SS. Am 12. Mai 1937 wurde in Bad Hamm die NSV-Kindererholungsstätte Silverberg mit Gruß an den Führer und Hissen der nationalsozialistischen Flagge ihrer Bestimmung übergeben. Dort wurden Kindertageskuren durchgeführt, zudem waren längere Aufenthalte möglich. Am 12. Mai trafen die ersten fünfzig Kinder in Sylverberg ein, die sechs Wochen lang bleiben sollten. Sie erhielten unter anderem Solebäder im Badehaus. Der wesentliche Unterschied zu der früheren Einrichtung ist laut Werbung des Westfälischen Anzeigers für die nationalsozialistische Volkswohlfahrt, dass den Eltern der Kinder keinerlei Unkosten mehr erwachsen. Diese Kindesförderung sei vor dem Hintergrund zu sehen, so die Lokalpresse, dass der Führer das deutsche Kind zum wertvollsten Besitz unseres Volkes erklärt hat. Die seit 1937 im Kindertagesheim durchgeführten Kuren im Kurpark Bad Hamm wurden während der Kriegsjahre als ambulante Behandlung fortgesetzt. Die Kinder kamen aus der Stadt und wurden mit einem Sommerwagen der Straßenbahn Hamm in den Osten der Stadt gefahren und abends wieder nach Hause gebracht.
Nach dem Zweiten Weltkrieg konnte das Kinderkurheim wieder aufgebaut werden. Am 1. Juni 1947 nahm es erneut seinen Betrieb auf. In dieser Zeit war die Tuberkulose auf dem Vormarsch. Die Krätze fand wegen akuten Seifenmangels zunehmend Verbreitung. Die Wohlfahrtsverbände schickten erholungsbedürftige und tuberkulosekranke Kinder auf den Sylverberg. Etwa sechzig Kinder waren jeweils für sechs bis acht Wochen zur Genesung im Kurheim untergebracht. Sie erhielten Solebäder im Badehaus nebenan. Nach dem Solebad folgte eine längere Ruhepause für die Kinder. Dabei wurden sie in weiße Laken und Wolldecken eingepackt. Das Kinderkurheim hatte bis 1963 Bestand. Am 1. Februar 1964 wurde in dem Gebäude eine Kindertagesstätte eingerichtet, die bis heute besteht.

### Altes Knappschaftskrankenhaus
In der Nähe von Bad Hamm befindet sich das Alte Knappschaftskrankenhaus, das heute Marienhospital II genannt wird.

### Bootshaus
Das Bootshaus ist ein direkt an der Lippe gelegenes Restaurant an der Fährstraße. Schon in den 1950er-Jahren war es ein beliebtes Ausflugslokal. Anfang der 1980er Jahre verstarb der Wirt. Danach stand das Bootshaus einige Zeit leer, entwickelte sich unter dem neuen Inhaber zu einem beliebten Jugendlokal. Am 17. April 1997 brannte das Bootshaus vollständig ab. Nach dem Neuaufbau hielt hier das chinesische Schnellrestaurant Mr. Phung Einzug, dessen Hauptsitz sich im Allee-Center (Stadtmitte) befindet. Das Bootshaus wurde deshalb bis Mitte 2009 Mr. Phung genannt. 2009 gab Mr. Phung das Lokal auf, um sich auf seine chinesischen Imbisse zu konzentrieren. Das Bootshaus wurde von einem anderen, ebenfalls chinesischen Gastronomen übernommen und heißt seither wieder Bootshaus.

### Klinik für manuelle Therapie

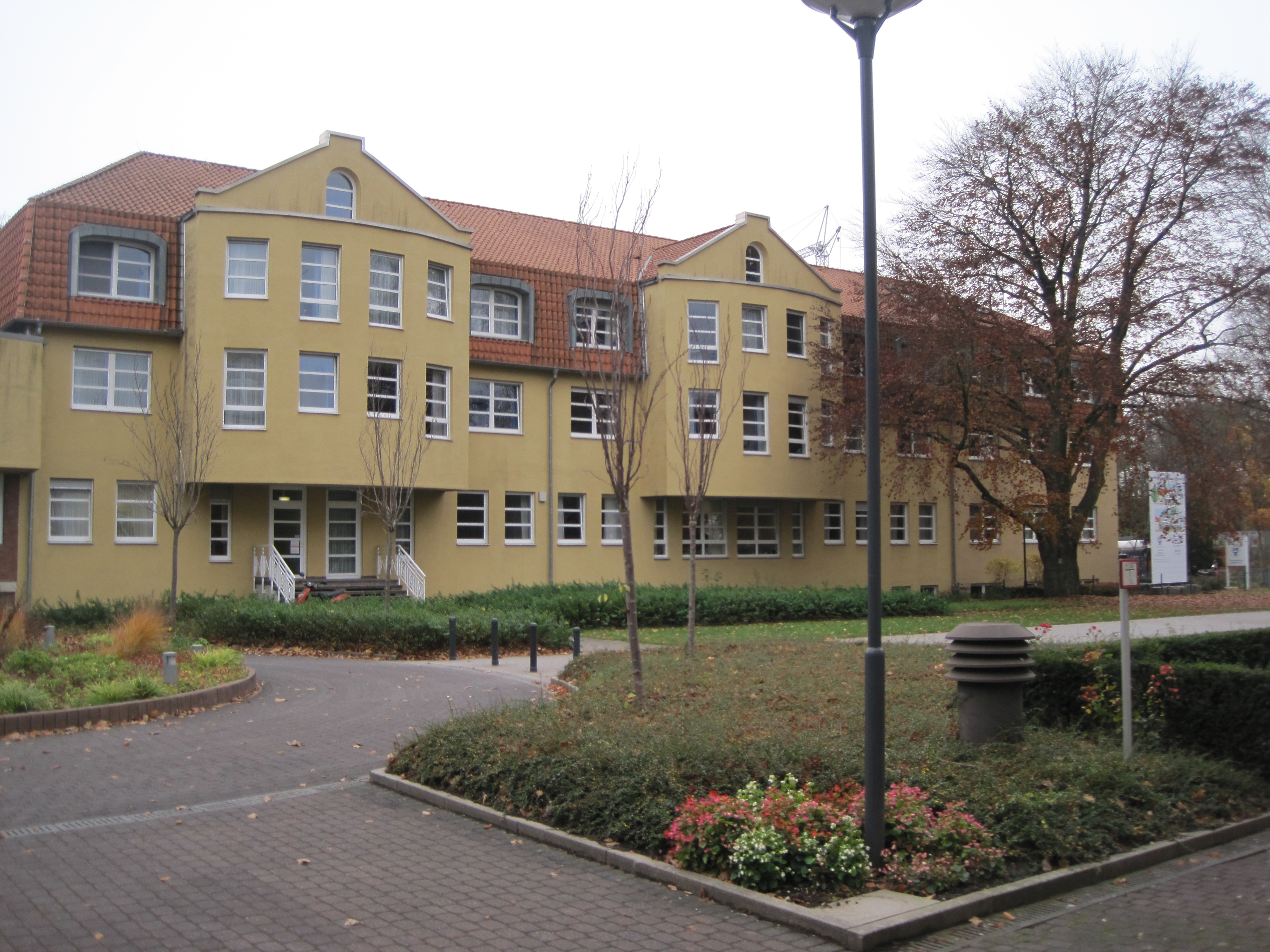
Parkseite des Haupthauses der Klinik für manuelle Therapie

Die Klinik für Manuelle Therapie ist auf die Behandlung chronischer Schmerzerkrankungen des Bewegungsapparats spezialisiert.
Der in Hamm am Marktplatz 12 praktizierende Arzt Gottfried Gutmann war der Motor bei der Gründung der Klinik für manuelle Therapie, die die Nachfolge des Badehauses in Bad Hamm antrat und weiterhin noch Solebäder verabreichte.
Gutmann war ein Vorkämpfer für chiropraktische Medizin, eine Methode, die lange Zeit nicht von der konventionellen Schulmedizin anerkannt wurde. Seit etwa 1950 hatte Gottfried ein Interesse für alternative Heilmethoden entwickelt. 1949 bescherte ein Vortrag von Johann von Velten ihm das Schlüsselerlebnis. Er besuchte eine Tagung in Hamm, die fast ausschließlich der Chiropraktik gewidmet war. Bald darauf hielt Gutmann bereits selbst Vorträge, mit denen er in Hamm auf beachtliche Resonanz stieß. Schließlich erhielt er 1972 einen Lehrstuhl an der Universität Münster. Überregional organisierten sich in den 1950er-Jahren Mediziner im Interesse neuer chiropraktischer Heilmethoden. Am 22. Dezember 1962 wurde die Forschungsgemeinschaft für Arthrologie und Chiro-Therapie e. V. (FAC) in das Hammer Vereinsregister eingetragen, am 18. November 1978 die Deutsche Gesellschaft für Manuelle Medizin. Die FAC hielt Symposien im Kurhaus ab oder tagte in Gutmanns Privatpraxis am Markt.
In der zweiten Hälfte der 1950er-Jahre entwickelten die Chiropraktiker erste Ideen für eine Klinik und gründeten einen Klinikverein. Hamm wurde zur Zentrale der ärztlichen Chiropraktik. Die Stadtverwaltung wiederum war bestrebt, ihr Bad zu modernisieren und zu rationalisieren. Gutmann fasste kurz: Die Stadt Hamm wollte ihr Bad erhalten wissen, ohne es behalten zu müssen. Sie überließ dem Klinikverein im Erbbauvertrag vom 27. Oktober 1959 das Bauareal am Kurpark für eine symbolische D-Mark.
Der erste Bauabschnitt der neuen Einrichtung wurde im November 1960 fertiggestellt und das alte Badehaus abgerissen. Zur gleichen Zeit erfolgte die Grundsteinlegung für die eigentliche Klinik. Die neue Klinik für manuelle Therapie an der Stelle des alten Badehauses in Bad Hamm soll eine Heil- und Lehrstätte chiropraktischer Methoden werden, deren Bedeutung weit über Hamm hinausreicht, wurde am Samstag in einem Festakt im Ballsaal des Kurhauses zur Einweihung des neuen Badehauses und Grundsteinlegung der Klinik betont hieß es im Westfälischen Anzeiger.
Gottfried Gutmann arbeitete mit seiner Klinik für Manuelle Therapie zunächst im Westteil des alten Badehauses und musste dabei gelegentlich mit Überraschungen rechnen: Als eine mir bekannte Patientin eines Tages in einer der uralten Holzwannen ein Bad nahm, brach der Wannenboden durch, und die Patientin fand sich in dem darunter gelegenen Versorgungskeller wieder.
Der Hammer Sole, so berichtet Gutmann, fehle ein ausreichend hoher Kohlensäuregehalt. Als Kompensation wurde ein Verfahren zur Herstellung künstlicher Kohlensäurebäder angewandt. Zunächst führte die Klinik sechs Wannenbäder (das alte Badehaus besaß 44), die wahlweise mit Sole, Wasser oder Kohlensäure befüllt wurden. Ein Solebewegungsbad von acht mal drei Metern, Kabinen für Packungen, Massagen und Elektrotherapie gehörten ebenfalls zur Ausstattung.
Ende Februar 1963 war in Hamm die erste Klinik für manuelle Therapie Deutschlands für ca. 2,8 Millionen DM mit einer Kapazität von 40 Betten fertiggestellt. Am 2. März 1963 konnte im Theatersaal des Kurhauses die feierliche Eröffnung begangen werden. Gutmann: Ein Verein praktizierender Ärzte baut sich eine Klinik in einem Kurheilbad: ein modernes Märchen!. Gutmann leitete die Einrichtung als Chefarzt von 1963 bis 1979.
Das Haus arbeitete zunächst nur mit erträglichen Verlusten. 1973 mietete es das ehemalige Hotel Feldhaus an der Ostenallee für zehn Jahre. Seither konnte die Klinik 101 Betten anbieten. Nach der Aufnahme als Sonderkrankenhaus in den Krankenhausbedarfsplan von NRW verbesserte sich seit 1974 die wirtschaftliche Situation. 2007 hatte die Klinik 138 Betten.
Diagnostik, Therapie und Rehabilitation sind die Schwerpunkte des Gesundheitsangebots im Kurbereich. Die Klinik ist spezialisiert auf die Diagnose und Therapie von Erkrankungen des Bewegungsapparates. Seit 2003 haben Patienten die Möglichkeit zu ambulanter Therapie in den Bereichen Orthopädie, Kardiologie, Neurologie und Onkologie in der Reha Bad Hamm, die im Jahr 2004 im zweiten Obergeschoss des Maximare eröffnet hat.

### Kriegerdenkmal auf dem Exerzierplatz
Das Kriegerdenkmal wurde 1875 an der Westseite des Marktplatzes von Hamm errichtet. Es sollte an die Gefallenen des Deutsch-Französischen Krieges von 1870/71 erinnern. Über einem sechs Meter hohen Sockel mit neogotischen Stilelementen und zwei Inschriftentafeln erhebt sich eine weibliche Figur, die die Germania als Symbol des Deutschen Reiches darstellt. Schon 1914 wurde das Denkmal an den Rand des Exerzierplatzes verlegt, um für ein zweites Straßenbahngleis Platz zu schaffen. Nachdem das Denkmal 1969 aufgrund des schlechten Erhaltungszustandes und – wie man damals meinte – geringen kulturellen Wertes beinahe beseitigt worden wäre, steht es seit 1989 unter Denkmalschutz, da mittlerweile der geschichtliche Zeugnischarakter anders beurteilt wird. Im Jahr 2000 wurde es grundlegend saniert.

### Kurhaus

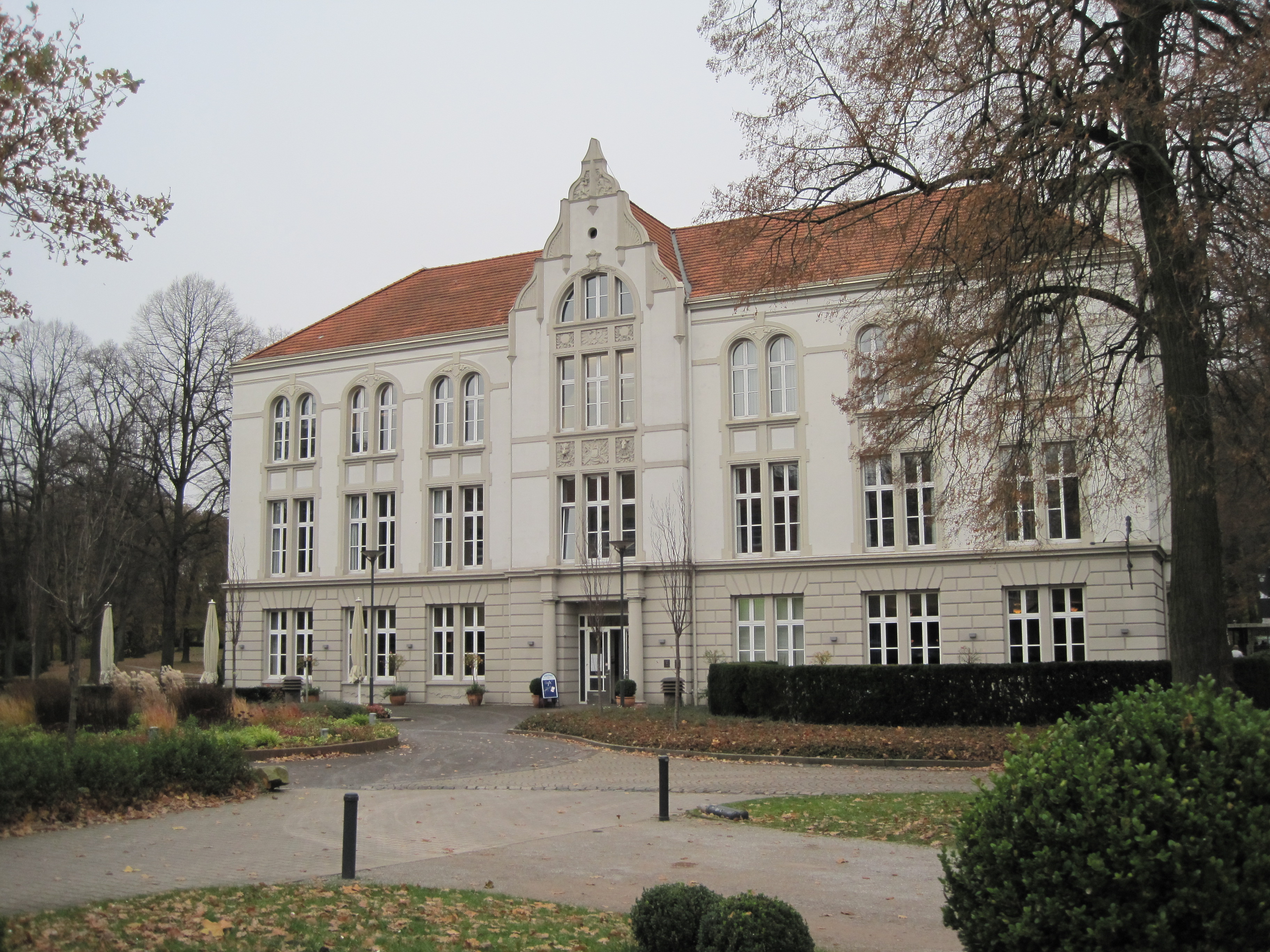
Das denkmalgeschützte Kurhaus Bad Hamm

Das Kurhaus liegt inmitten des Kurparks mit seinem alten Baumbestand und den Kurparkteichen. Das aus dem späten 19. Jahrhundert stammende Gebäude steht seit 1996 unter Denkmalschutz.

Das Kurhaus ist durch einen Umbau des ursprünglichen Schützenhofes (Ostenschützenhof) entstanden. Der Schützenhof diente sowohl den Schützen als auch den Kurgästen und kulturell Interessierten als Veranstaltungsort. 1867 war das Gebäude errichtet und 1869 ein Restaurationslokal daran angeschlossen worden. 1874 entstand die Veranda. 1900 wurde ein vollständig neuer Bau als Hotel- und Restaurationsbetrieb errichtet (1907 betrieben von dem Wirt Prinz) und 1924 ein Ballsaal daran angebaut. 1931 ging der Schützenhof als Kurhaus in den Besitz der Stadt über. Am 27. September 1987 konnte das Kurhaus, dem ebenso wie dem Badehaus und dem Logierbetrieb, die 1960 abgerissen wurden, das Abriss drohte, nach umfangreichen Restaurierungsarbeiten als historische Gaststätte wieder eröffnet werden. Das Hauptgebäude des Kurhauses steht seit 1996 unter Denkmalschutz. Seit April 2003 ist das Kulturbüro der Stadt in dem Gebäude untergebracht. Der baufällige Theatersaal wurde in diesem Jahr durch einen Neubau ersetzt.

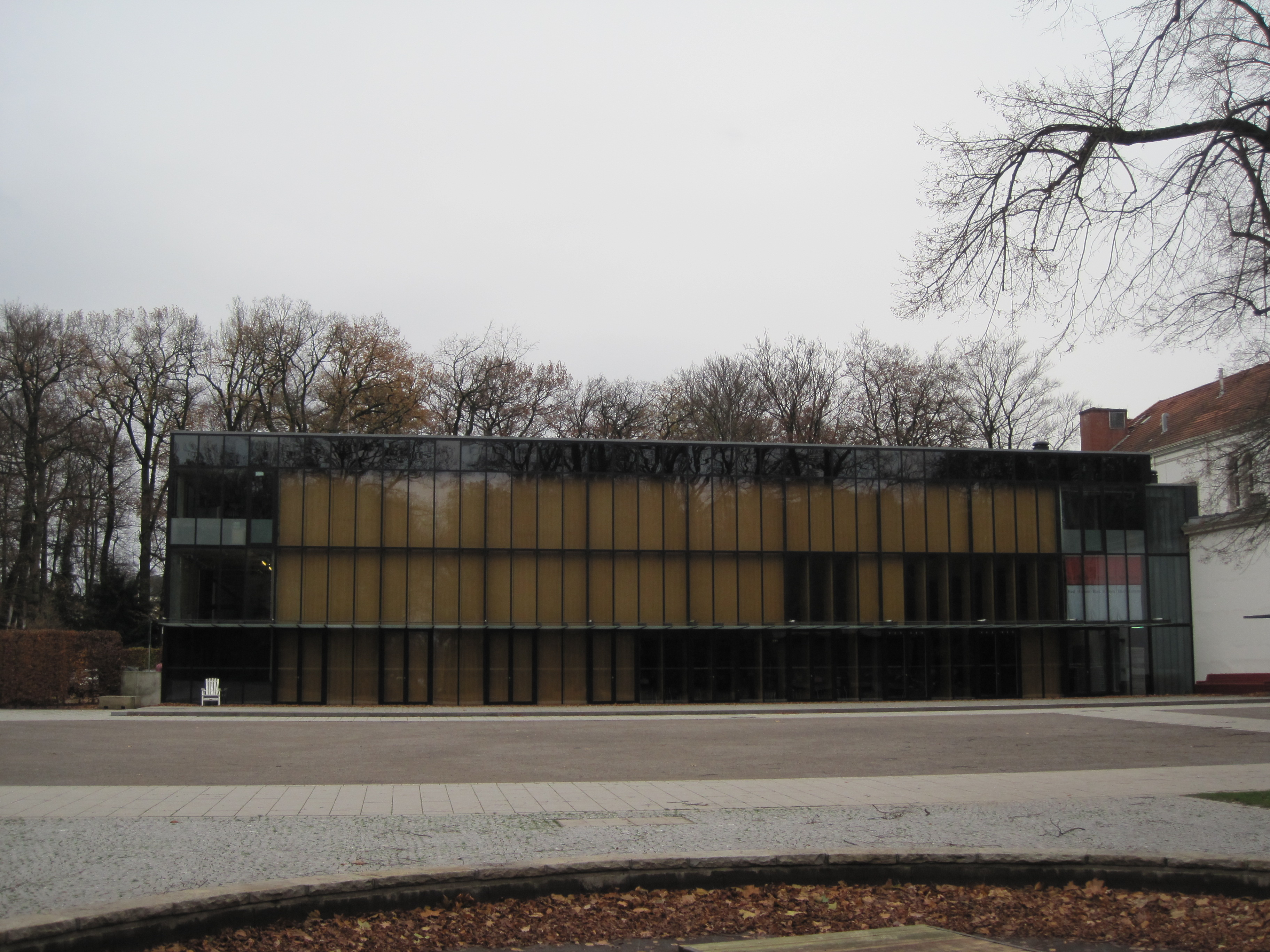
Großer Kurhaus- oder Theatersaal, Ansicht von der Parkseite

Kernstück des umgebauten Kurhauses ist der Multifunktionssaal, in dem Konzerte, Theaterveranstaltungen, Ausstellungen sowie festliche Ereignisse wie Bälle oder Empfänge, Kongresse und Tagungen abgehalten werden können. Der Verwirklichung des Multifunktionssaals ist eine jahrzehntelange Diskussion über den Neubau eines Theaters vorausgegangen. Die marode Bausubstanz ließ eine Renovierung des alten Theatersaals nicht zu, so dass Konzepte entwickelt werden mussten, die eine Nutzung für ein breites Veranstaltungsspektrum zuließen. Nach Eintragung des Kopfbaus, der heutigen Gastronomie, in die Denkmalliste der Stadt Hamm wurden Fördermittel beim Land Nordrhein-Westfalen beantragt. Damit konnte die Planung in Realisierung in Angriff genommen werden. Bereits dreißig Monate nach dem Baubeschluss der Stadt Hamm konnte das neue Kurhaus am 5. März 2003 offiziell eröffnet werden. Die denkmalgeschützte Substanz des aus dem Jahre 1898 stammenden Kopfbaus und der Spiegelsaal wurden in den Neubau integriert. Für den Multifunktionssaal wurde ein Baukörper mit einer kubisch geformten Fassade aus Stahl und Glas gewählt, die sich deutlich von dem Altbestand abhebt. Die Stahl- und Glaskonstruktion an der Nordseite soll eine visuelle Verbindung zur Parklandschaft herstellen. Zu diesem Zweck dient die gleiche Konstruktion auf der zur Ostenallee gewandten Südseite; der Gebäudekomplex soll fließend in die Landschaft übergehen. Die Ostfassade ist mit einer Industrieverglasung versehen. Hier, neben dem kleinen Kurhausgarten, befindet sich der Bühneneingang, über den die Akteure die Bühne betreten, Requisiten anliefern u. ä. können. Im Inneren ist der Saal durch Sichtbeton, einen hohen Anteil fester und beweglicher Holzverkleidungen in Nussbaum, Eichenparkett und Schiefer als Bodenbelag geprägt. Es gibt einen Orchestergraben, ein höhenverstellbares Kippparkett und vier mobile Teleskoptribünen, die rund 600 Zuschauern Platz bieten. Die Anlagen werden durch eine bewegliche Portalbrücke mit Bühnenvorhang, Akustiksegeln unter der Decke und Klappläden zur Verdunkelung der verglasten Nordseite ergänzt. Die Ausstattung ist auf Flexibilität ausgelegt. Wandelemente, Sitzplätze, Orchestergraben und Bühne sind beweglich und können auf unterschiedliche Nutzmöglichkeiten ausgerichtet werden. Der Neubau kostete 9,1 Millionen Euro und hat eine Gesamtnutzfläche von 2.660 Quadratmetern. Weitere technische Daten sind: Abbrucharbeiten: 35.000 m3; Altbauvolumen (Theater- und Ballsaal sowie die zugehörigen Nebengebäude); Gründung: 71 Bohrpfähle mit Durchmessern von 50 cm bzw. 78 cm; Gründungstiefe 15 bis 20 m. Bodenaushub: 5.000 m3; Erdbewegungen Rohbau: 1.950 m3 Beton (Volumen von etwa drei kleinen Einfamilienhäusern), 220.000 kg Betonstahl, 7.800 m2 Schalung für Wände und Decken, 120 Lüftungsrohre unter der Stahlbetonsohle (Durchmesser 50 cm); Dachträger, Fassadenstützen, Sonderformteile: Gesamtgewicht 60.000 kg; Fassaden: 630 m2 Pfosten-Riegel-Fassade, 500 m2 Profilbau-Glasfassade; Elektro- und Datenkabel: Gesamtlänge 60.000 m; Szenentechnische Anlagen, Hubpodien, Schrägboden: Portalbrücke 3.500 kg Kranbahnträger 2.000 kg, seitliche Podien 1.750 kg, mittleres Podium 10.700 kg, Schwenkboden 35.000 kg, Sicherheitsprüfung des Schwenkbodens mit einem Gewicht von 45.000 kg.
Neben Theater- und Ballsaal gibt es noch den Spiegelsaal, der oft für festliche Anlässe angemietet wird. Der Kurhausgarten bietet in den Sommermonaten Open-Air-Kultur.
Neben den verschiedenen Sälen und Tagungsräumen mit moderner Veranstaltungs- und Tagungstechnik gibt es ein gastronomisches Angebot. So wird im Restaurant-Café, dem Sommergarten und der Kurpark-Schänke eine internationale Küche angeboten.

### Kurpark

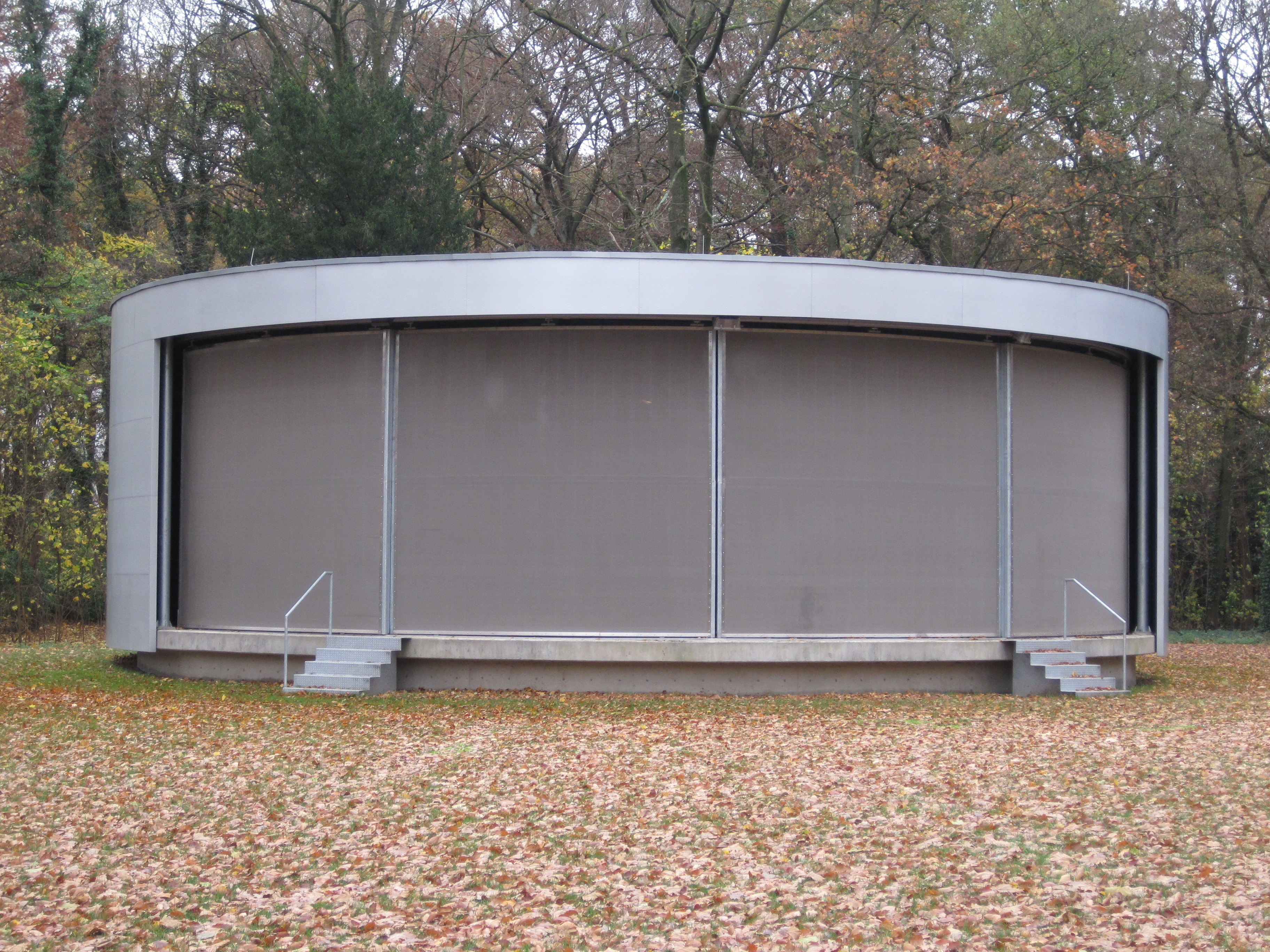
Neuer Musikpavillon im Kurpark

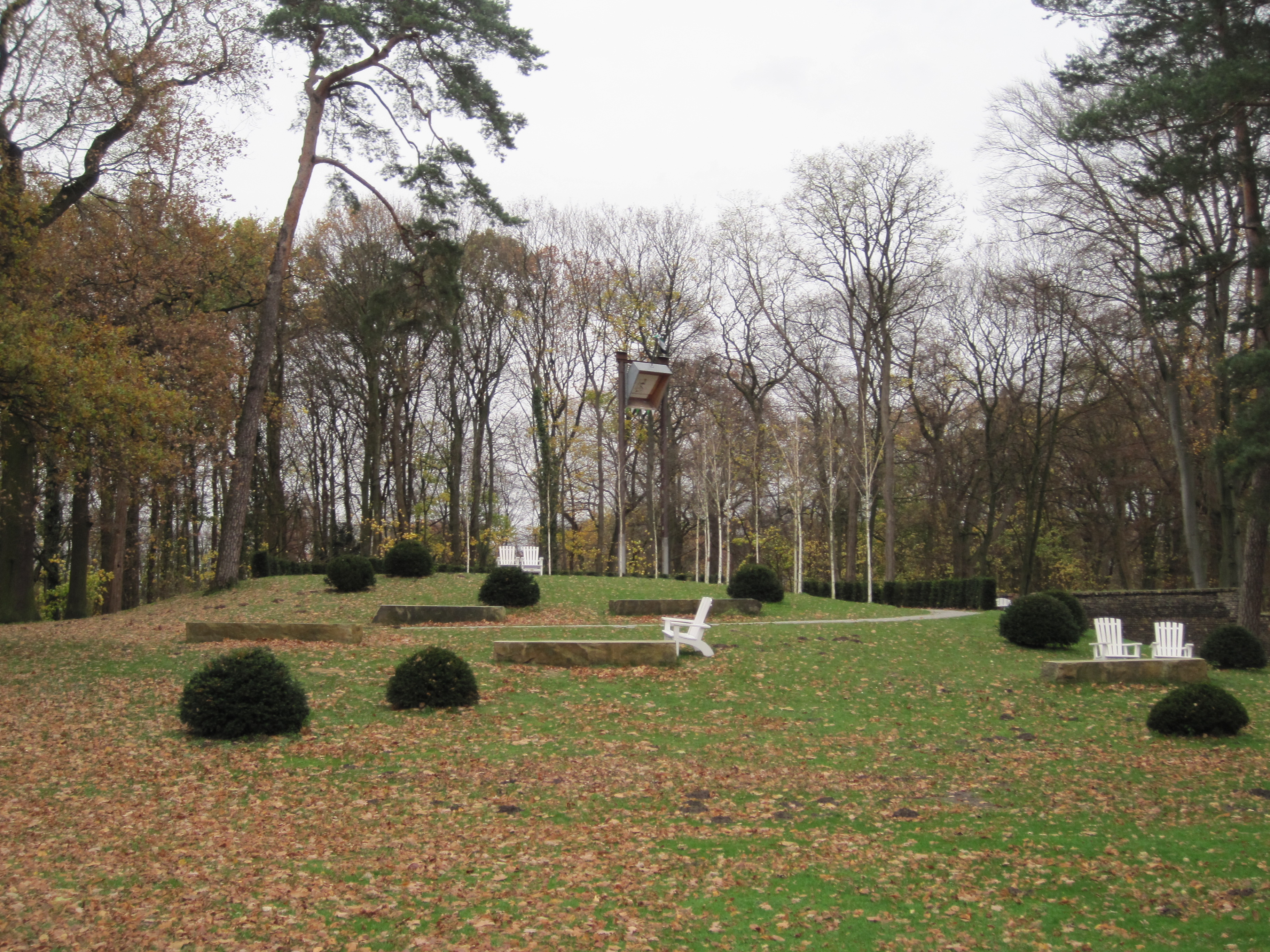
Ein kleiner Teil des Kurparks, direkt hinter dem Kurhaus

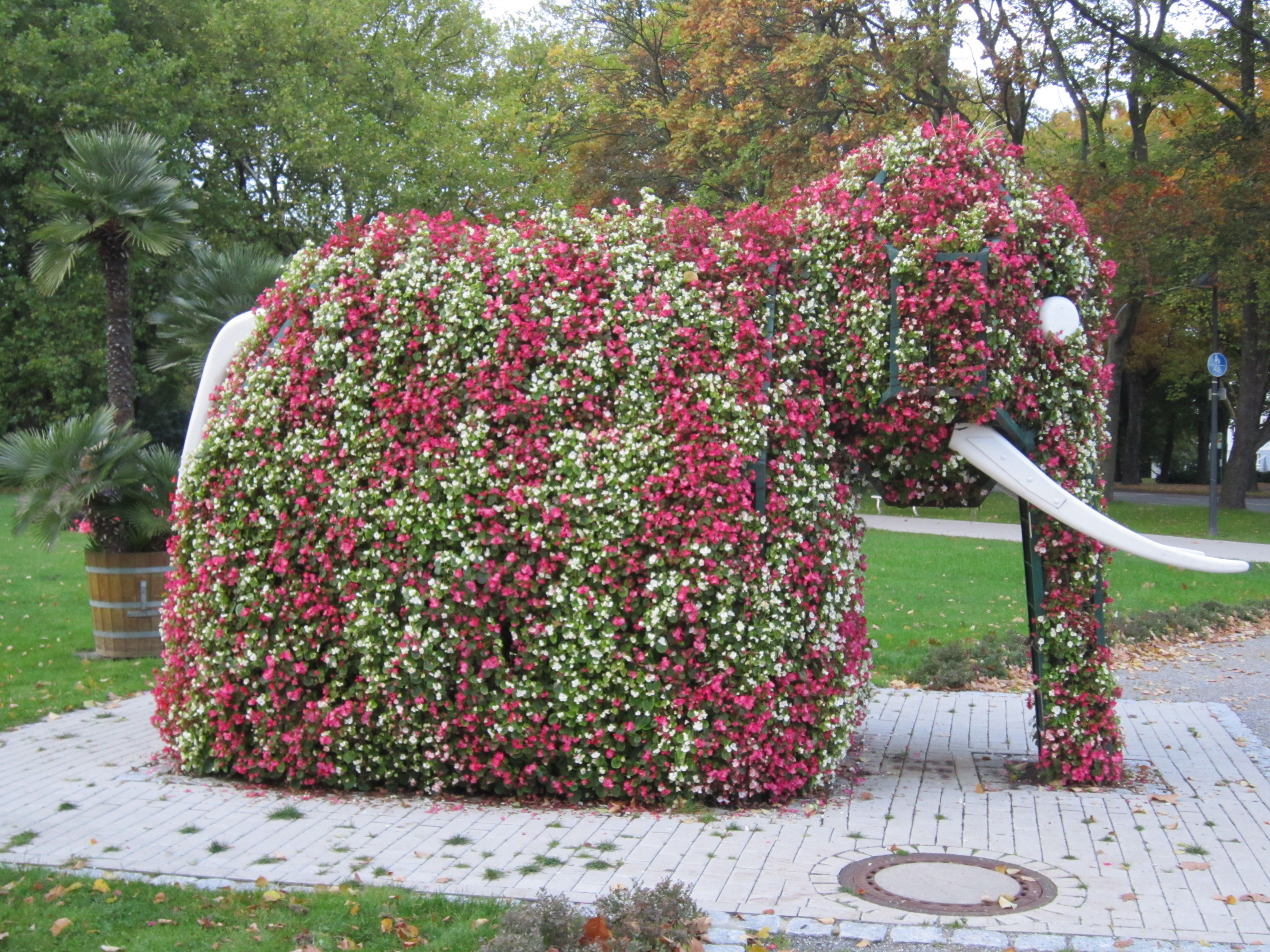
Mit Blumen bepflanzte Elefanten-Skulptur im westlichen Teil des Kurparks

Klinik für manuelle Therapie und Kurhaus sind vom Kurpark am Datteln-Hamm-Kanal umgeben, der sich von der Innenstadt bis zur Schleuse in Werries zieht. Das Areal hat einschließlich der Stadien, dem Maximare und dem ehemaligen Jahnbad eine Fläche von etwa 66,3 ha. Betrachtet man nur den östlichen Teil einschließlich der Bebauung und Sylverberg, sind es etwa 34,6 ha. Der Kurpark gehört zu den Stadtteilen Osten/Bad Hamm und Werries im Stadtbezirk Hamm-Uentrop.
Bei Betrachtung der historischen Beschreibungen des um 1882 entstandenen Kurparks kommt man zu dem Schluss, dass er in Ausstattung und Gestaltung als typischer Stadtgarten in damaligem Stil zu gelten hat. Es finden sich Tendenzen in Richtung Botanischer Garten oder Arboretum. Die Anlagen verfügten damals über eine nennenswerte Anzahl exotischer Pflanzen.
Bis in die 1940er Jahre entwickelte sich der Kurpark Hamm zu einem Treffpunkt von auswärtigen Gästen und Hammer Bürgern. Beide betätigten sich hier sportlich, nahmen an Konzerten und Theateraufführungen oder anderen kulturellen Veranstaltungen teil und genossen ihre Freizeit.
Nach dem Zweiten Weltkrieg nahm der Park eindeutige Züge einer innerstädtischen Grünanlage an. Der Park wurde geänderten Nutzungsansprüchen angepasst. Gab es zuvor üppig bepflanzte Blumenbeete, ist jetzt eine ruhige Parkstruktur mit weiten Wiesenflächen, geschlossenen Gehölzgruppen und vereinzelten Solitärgehölzen vorhanden. Diese stammt zum Teil noch aus den Anfängen des Kurparks. Der Park ist durch eine dezente Wegeführung erschlossen. Der Kurpark vereinigt sich mit den westlich anschließenden Spiel- und Sporteinrichtungen auf dem Gelände des ehemaligen Großen Exerzierplatzes zu einer wichtigen städtischen Grünfläche.
Der Kurpark dient der Hammer Bevölkerung als Naherholungsgebiet. Die Anlagen des Kurparks sollen nach den Vorstellungen der Stadt künftig einen Kontrast von Tradition und Moderne bieten. Jahrhundertealte Baumriesen auf der einen Seite und Kunstobjekte auf der anderen Seite sollen das Bild der Parkanlagen prägen. Dieser Eindruck wird ergänzt durch die Kurparkteiche und die direkte Anbindung des Kurparks an die Uferbereiche von Lippe und Kanal. In diesem Rahmen ist eine Anlegestelle für Sportboote und Fahrgastschiffe geplant. Das alte Bootshaus beherbergt neben einem Hotel ein asiatisches Restaurant mit Blick aufs Wasser. Zudem gibt es am Kurpark eine neue Seniorenresidenz.
Einmal im Jahr findet im Kurpark ein bekanntes und etabliertes Volksfest statt, das Kurparkfest. Neben einem großen Feuerwerk treten während der Großveranstaltung in verschiedenen Zelten zahlreiche Künstler auf.

### Maximare

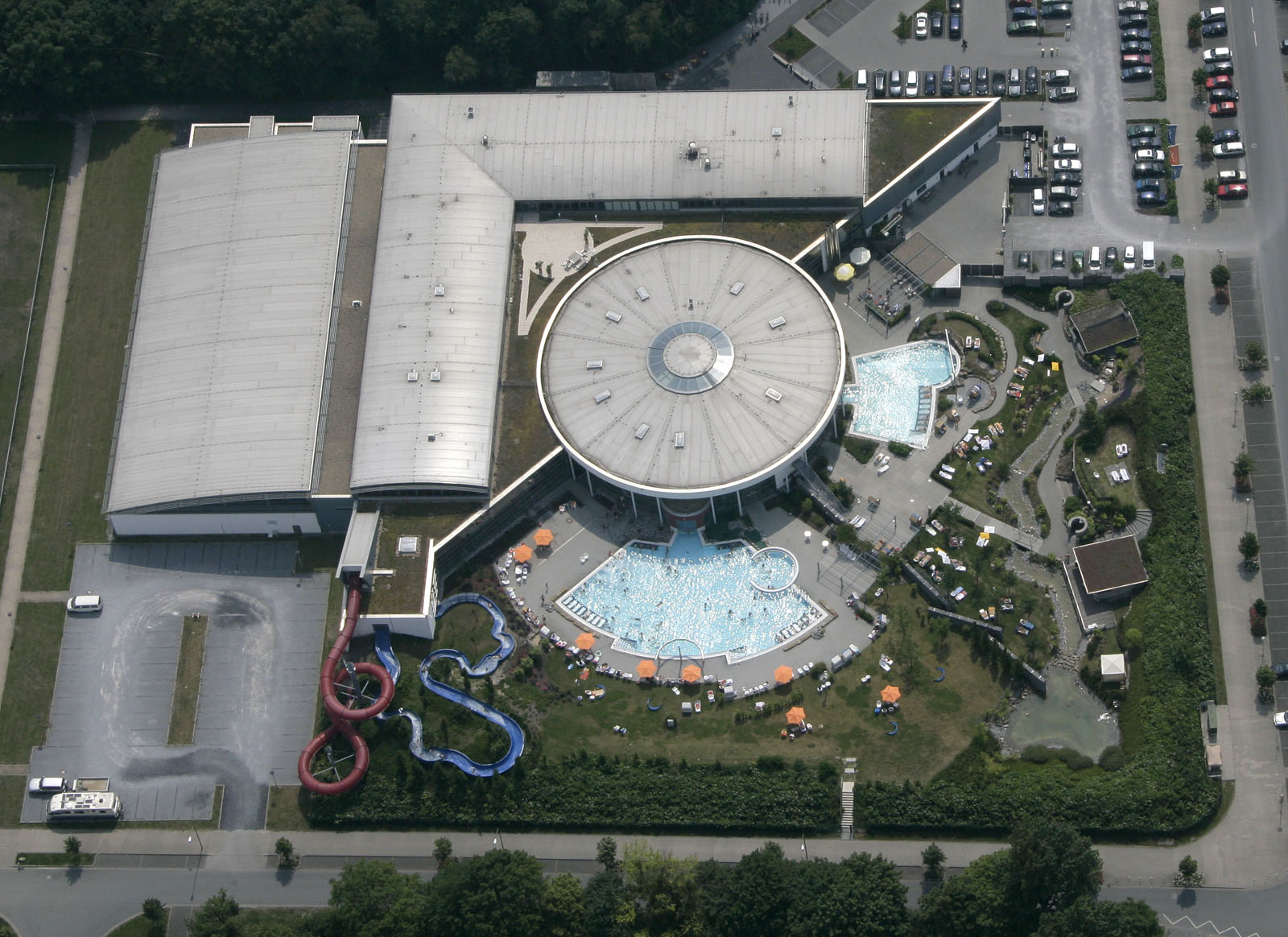
Luftbild Maximare

Als Nachfolger des Jahnbades und anderer Bäder, die die Stadt Hamm schließen ließ, um Kapazitäten für den Betrieb des neuen Bades zu erzeugen, tritt das Maximare in die Fußstapfen von Bad Hamm. Das von den Hammer Architekten Gustav und Christoph Keinemann geplante und für gut dreißig Millionen Euro realisierte Sport- und Erlebnisbad erstreckt sich über 12.000 Quadratmeter und hat ein etwa 450 Quadratmeter großes Sole-Außenbecken. Mitte November 2003 hat die Betreiberfirma Erlebnistherme Bad Hamm GmbH ihren Betrieb aufnehmen können. Mit der 30-Millionen-Euro-Investition wird die von vielen Bürgern seit Jahrzehnten herbeigesehnte Rückkehr Hamms zur Badestadt vollzogen. Der Standort des Bades ist in Verbindung mit den dortigen Kliniken in der Tradition ehemaliger Kurbetriebsangebote auf dem ehemaligen Großen Exerzierplatz gewählt und ist der Trias Sport Gesundheit Wellness gewidmet.
Das Maximare wird aus Marketinggründen als Erlebnistherme oder als Sport- und Gesundheitsbad bezeichnet. Wie im früheren Bad Hamm können dort gesundheitsbewusste und vergnügungslustige Besucher in Sole baden. Das Natursolewasser hat eine Temperatur von 33 Grad; das Solebecken ist mit Sprudelliegen, Wasserkaskaden und Massagedüse ausgestattet. Die Sole wird aus dem Leinetal hierher gebracht, nicht mehr aus einer nahe gelegenen Quelle. Sie wird mit einem Lastwagen transportiert und in ein Außenbecken gefüllt. Rund um das Solebecken befindet sich eine Liegewiese für sonnige Tage. Die Sole kann in der Inhalationshalle des Bades inhaliert werden.
Das Maximare teilt sich (bis Ende 2008) in die Bereiche Aquawelt, Saunawelt und Wellnesswelt. Das Bad versucht, durch Sport-, Spaß- und Wellnessangebote Kundschaft für sich zu gewinnen. Zur Ausstattung der so genannten Aquawelt gehören Wellenbecken (halbstündlich), Erlebnisbecken, warme Solebecken, die 95 Meter lange Reifenrutsche und der 92 Meter lange Wildwasserbach. Seine Geschwindigkeit kann gesteuert werden. Je nach Einstellung durchlaufen ihn zwischen 300 und 600 Liter Wasser pro Sekunde, was die Anlage für verschiedene Altersgruppen nutzbar macht. In Sichtweite des Wellenbeckens steht für Kinder bis acht Jahren der Wasserspielgarten bereit. Der Saunabereich besteht aus einem etwa 2.000 Quadratmeter großen so genannten Saunagarten, der die Seesauna, die Fegefeuersauna, die Lichtklangsauna, die Erdsauna, das HAMMAM und die Solesee umfasst. In der Wellnesswelt gibt es Entspannungsbäder in gläsernen Wannen, Eselsmilchbäder, Edelstein- und Ölmassagen, Seifenbürstenmassagen und Klangliegen mit individuell wählbarer Musik.
In der zweiten Hälfte des Jahres 2008 wurde mit umfangreichen Umbauarbeiten begonnen. Diese dienen der Umsetzung eines neuen Marketingkonzeptes. Die bisherigen Bereiche Saunawelt und Wellnesswelt wurden aufgegeben und gegen ein neues Konzept ersetzt, bei dem Wellness und Sauna stärker miteinander verbunden sein sollen. Diese neue Sparte wird unter dem Namen „Maximare Spa - Sauna & Wellness Resort“ angeboten. Zeitgleich wird der Theatersaal des Saunabereichs, „Arena Mare“, eröffnet.
Sport betrieben werden kann im fünfzig Meter langen und fünfundzwanzig Meter breiten Sportbecken. Es ist durch eine Startbrücke teilbar, hat einen Hubboden, mit dem die Wassertiefen reguliert werden können, und wird von Wasserballern, Schwimmern wie dem Maxi Swim-Team Hamm und Schulklassen genutzt.
Im selben Gebäude, jedoch organisatorisch unabhängig von der Therme, befand sich ursprünglich auch die reha bad hamm GmbH, die ambulante Rehabilitationskuren anbietet. 2014 erfolgte der Umzug an einen benachbarten Standort an der Arthur-Dewitz-Straße.

### Reha Bad Hamm
Die Reha Bad Hamm ist eine Gesundheitseinrichtung in Hamm.

### Gradierwerk

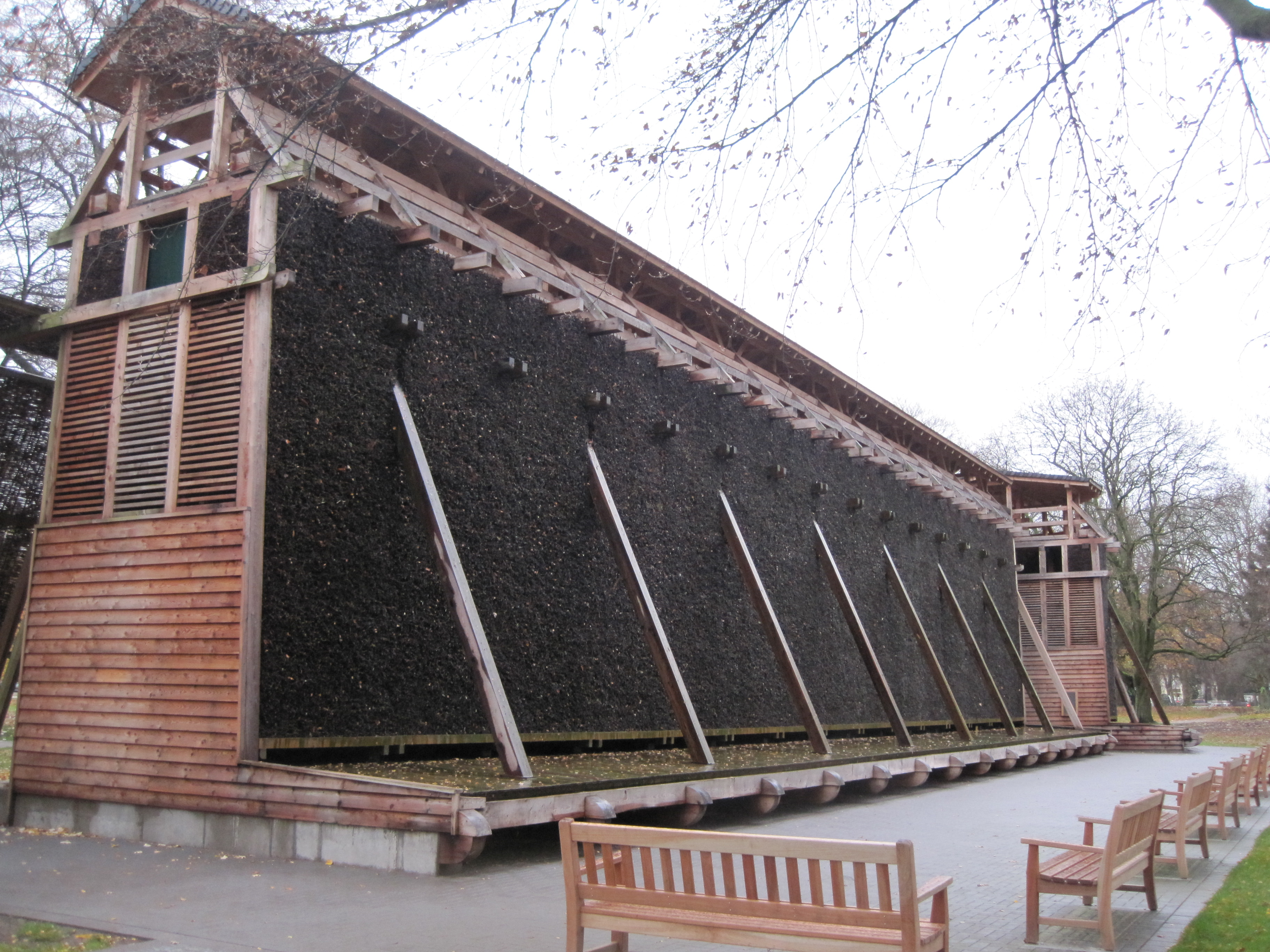
Das Gradierwerk Bad Hamm befindet sich im westlichen Teil des Kurparks unweit von Kurhaus und der Klinik für manuelle Therapie, die das benachbarte Grundstück der alten Stadtgärtnerei erworben hat. Das Gradierwerk dient ausschließlich der Aufwertung des Kurparks um eine gesundheitsförderliche Einrichtung. Die Sole entstammt einem Tank, der regelmäßig nachgefüllt wird. Die lokale Thermalsolequelle ist schon vor Jahrzehnten versiegt. Eine Salzgewinnung mittels Gradierwerk oder Salzsiede ist für Hamm nicht bekannt, war jedoch im benachbarten Werl der Hauptwirtschaftszweig.

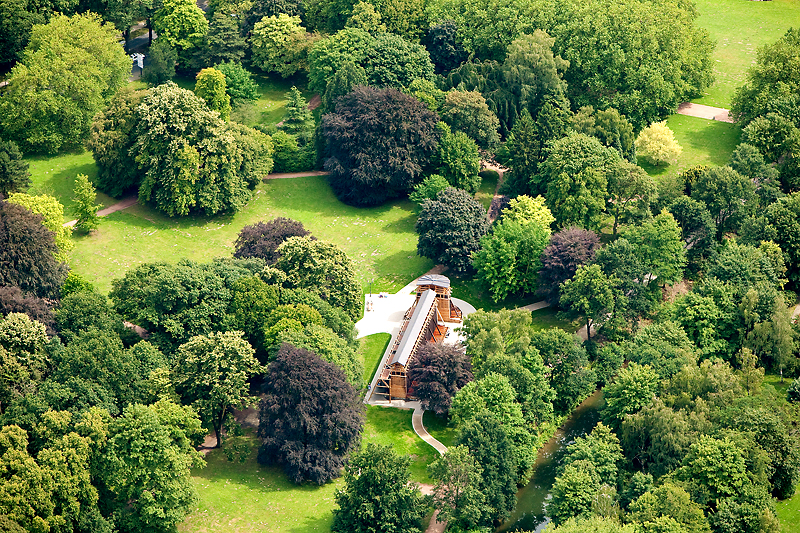
Luftaufnahme von Kurpark und Gradierwerk

Anlässlich des 150-jährigen Jubiläums ihres Bestehens 2008 beschlossen die Stadtwerke Hamm ein Gradierwerk für den Kurpark zu stiften. Die Kosten des Projektes wurden zunächst mit 250.000 Euro veranschlagt, die vollständig seitens der Stadtwerke übernommen werden sollten. Nachdem sich erwiesen hatte, dass die Baukosten fast doppelt so hoch ausfallen würden, beschloss die Stadt Hamm, die zweite Hälfte aus einem städtischen Zuschuss zu finanzieren.
Die Bauarbeiten begannen noch Ende des Jahres 2008. Ende Mai des Jahres 2009 wurde das Bauwerk eingeweiht.
Ein Gradierwerk besteht aus einer Holzkonstruktion, die mit Reisigbündeln (meist Schwarzdorn) bedeckt ist, an denen Sole (Salzwasser) verrieselt (= herunter läuft). Das Gradierwerk erzeugt dabei eine Art Mikroklima, das als besonders gesund und wohltuend gilt. Die Luft im Umfeld des Bauwerks wird mit Salz angereichert, die Wassertröpfchen bilden Partikel in der Luft. Ähnlich wie der Seeluft wird der salzhaltigen Luft von einem Gradierwerk heilkräftige Wirkungen zugeschrieben, etwa bei Pollenallergikern und Asthmatikern, die die salzhaltige Luft einatmen. Die Atemwege werden befeuchtet und die Wandungen der Atemorgane positiv beeinflusst. Des Weiteren haben die feinen Salzkristalle eine sekretlösende Wirkung, die die Atemwege intensiv von Bakterien reinigt und die Schleimhäute abschwellen lässt. Die durchschnittliche Lebensdauer einer solchen Anlage beträgt etwa 20 bis 40 Jahre, wobei das Reisig regelmäßig erneuert werden muss.
Das Gradierwerk war zunächst im Ostteil des Kurparks geplant, wurde jedoch später im westlichen Teil errichtet, wo es von der Ostenallee aus zu sehen ist. Es wird über einen Tank mit Sole versorgt. Zwar gibt es auf Hammer Gebiet noch eigene Solevorkommen, möglicherweise unter dem Kurpark, diese können jedoch nur unter erheblichen Schwierigkeiten und damit Kosten gefördert werden.
Das Gradierwerk weist eine Gesamtlänge von 41,18 Metern und eine Höhe von 9,5 Metern auf (eine vergleichbare Anlage in Werl kommt auf 30 Meter Länge und acht Meter Höhe). Der futuristisch anmutende Turm ist das charakteristische Element des Hammer Gradierwerks. Er wurde in 2,95 Metern Abstand, der als Durchgang dient, zum 31,7 Meter langen Hauptbaukörper angelegt. Das Dach des Hauptgebäudes wird mit weißem Licht beleuchtet, die übrigen Flächen durch wärmeres, gelbliches Licht. Das Objekt ist somit in der Dunkelheit schon von weitem zu sehen. Die Beleuchtung dient zudem dazu, mögliche Vandalen abzuschrecken.

### Seniorenresidenz Am Kurpark

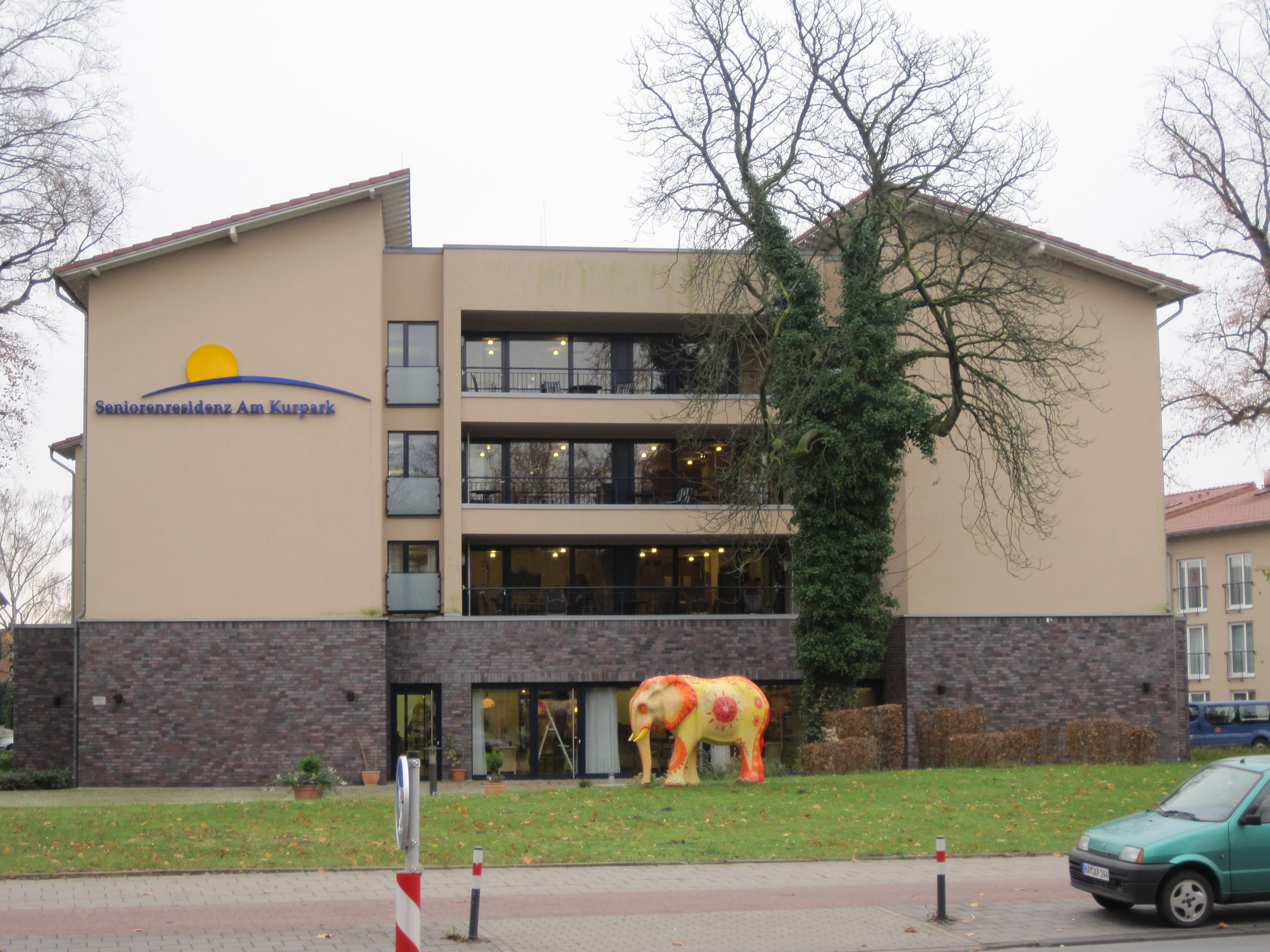
Straßenfront der Seniorenresidenz Am Kurpark

Die Seniorenresidenz Am Kurpark ist ein modernes Altenpflegezentrum in der Nähe des Kurparks (Ostenallee 84). Träger ist die Senator Pflegeeinrichtungen GmbH.

### Solebohrturm Werries
Der Soleturm Werries stand an der Lippestraße. Das Wahrzeichen einstiger Glanzzeiten des Kurortes Bad Hamm war eine Zeitlang denkmalgeschützt, wurde jedoch aufgrund fehlender Instandhaltung mehr und mehr dem Verfall ausgesetzt und war zuletzt (Stand: 2009) in einem desolaten Zustand. Der Denkmalschutz des Bauwerks wurde schließlich aufgehoben. 2009 beschloss die Stadt, das Grundstück zwangsversteigern zu lassen. Es wurde dabei ein Verkehrswert von 1.000 Euro angesetzt.
Der Westfälische Anzeiger berichtete darüber:

„Die scheinbar unendliche Geschichte um den Solebohrturm wird um ein weiteres Kapitel gestreckt: Mit einem Verkehrswert von 1000 Euro sollen die Turmruine und das dazugehörige 1043 Quadratmeter große Grundstück am 10. Februar vom Amtsgericht zwangsversteigert werden. Innerhalb weniger Monate unternimmt das Amtsgericht damit den zweiten Versuch, einen Käufer für den an der Lippestraße liegenden Zankapfel zu finden. Den ersten Zwangsversteigerungstermin hatte der Eigentümer kurzfristig verhindern können und kündigt an, es diesmal nicht zu einer Versteigerung kommen zu lassen.“

Inzwischen ist der Verkauf erfolgt und der Solebohrturm wurde 2009 abgerissen.

### TTC Grünweiß Bad Hamm 1957 e.V.
Der Tischtennisclub Grünweiß Bad Hamm erinnert in seinem Namenszug an den früheren Hammer Badebetrieb.